# Lijst van personen overleden in 1989
Dit is een lijst van personen die zijn overleden in 1989.

## Januari

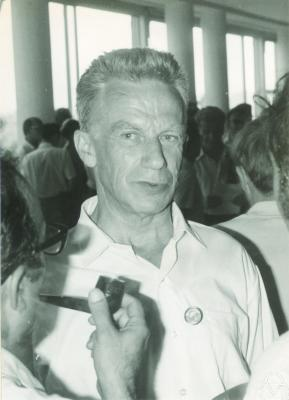
Sergej Sobolev
3 januari

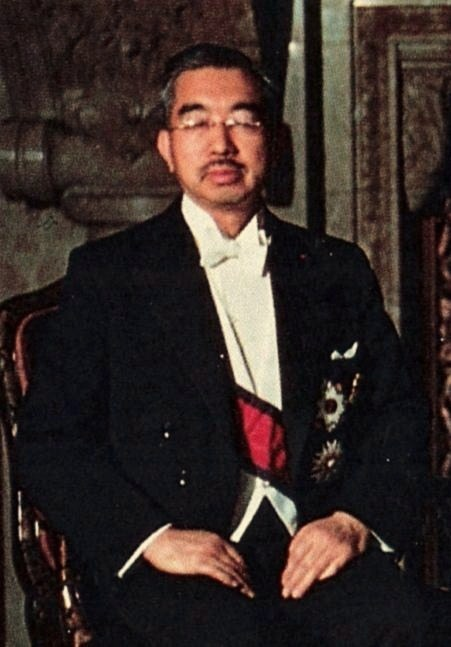
Hirohito
7 januari

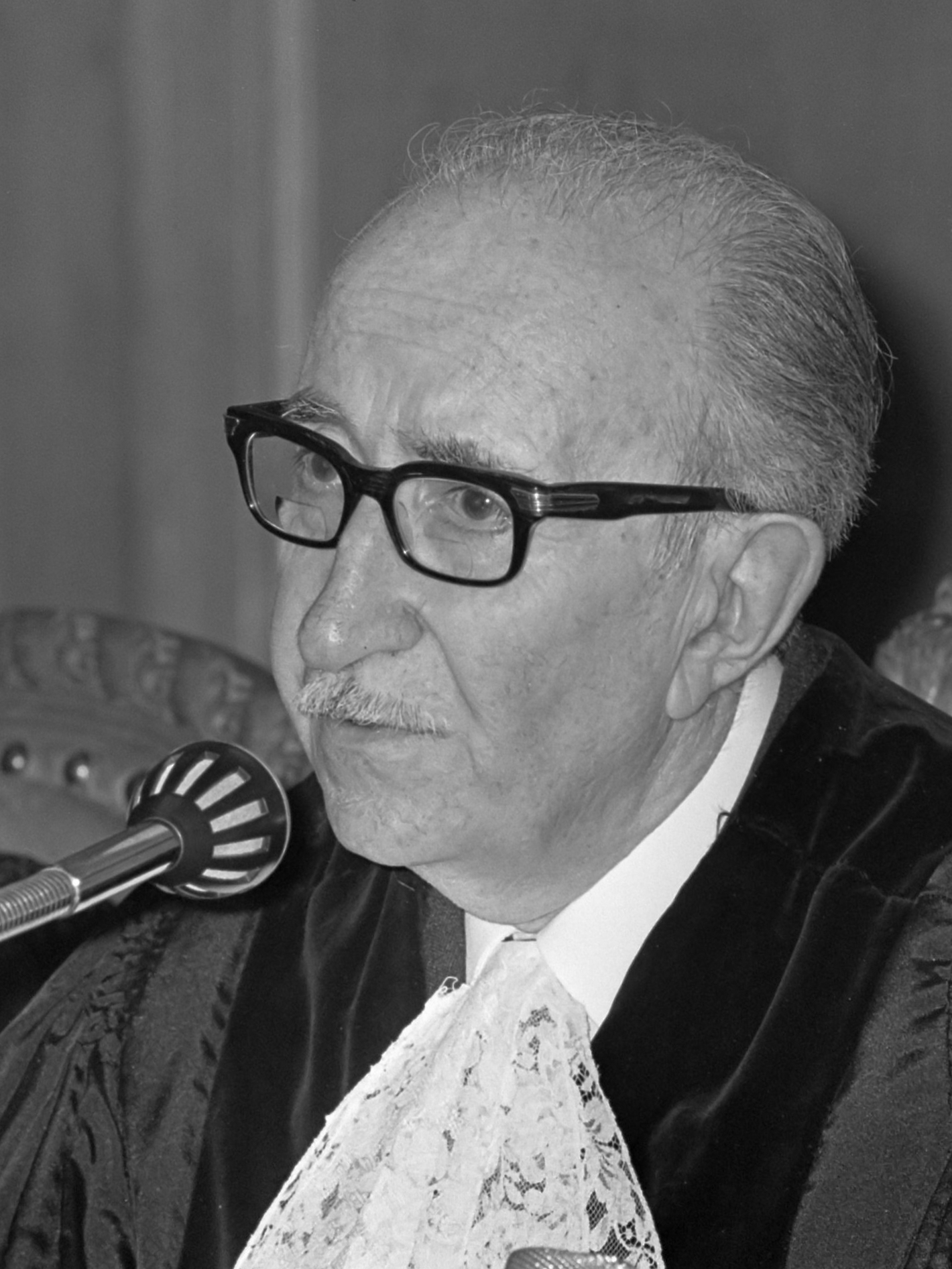
José Luis Bustamante y Rivero
11 januari

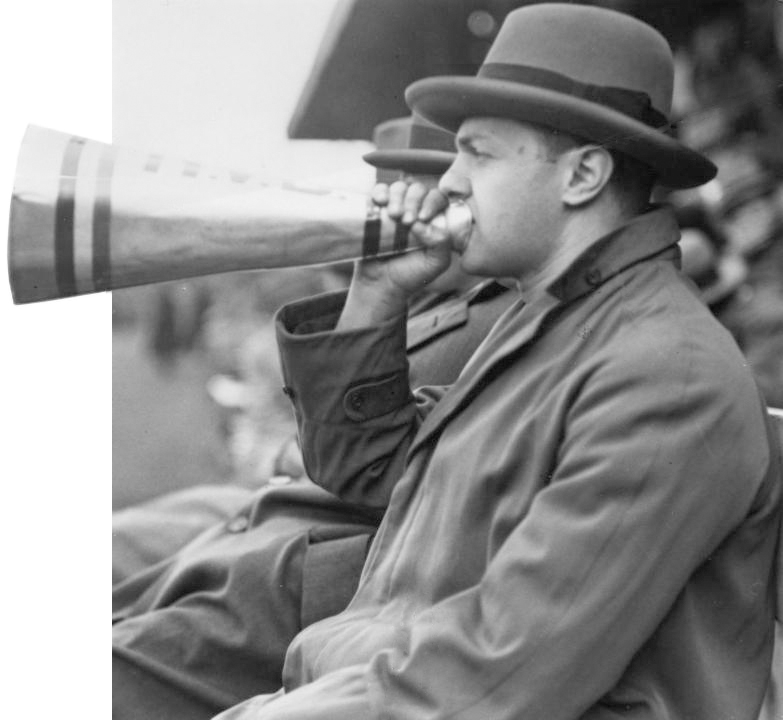
Dolf van Kol
20 januari

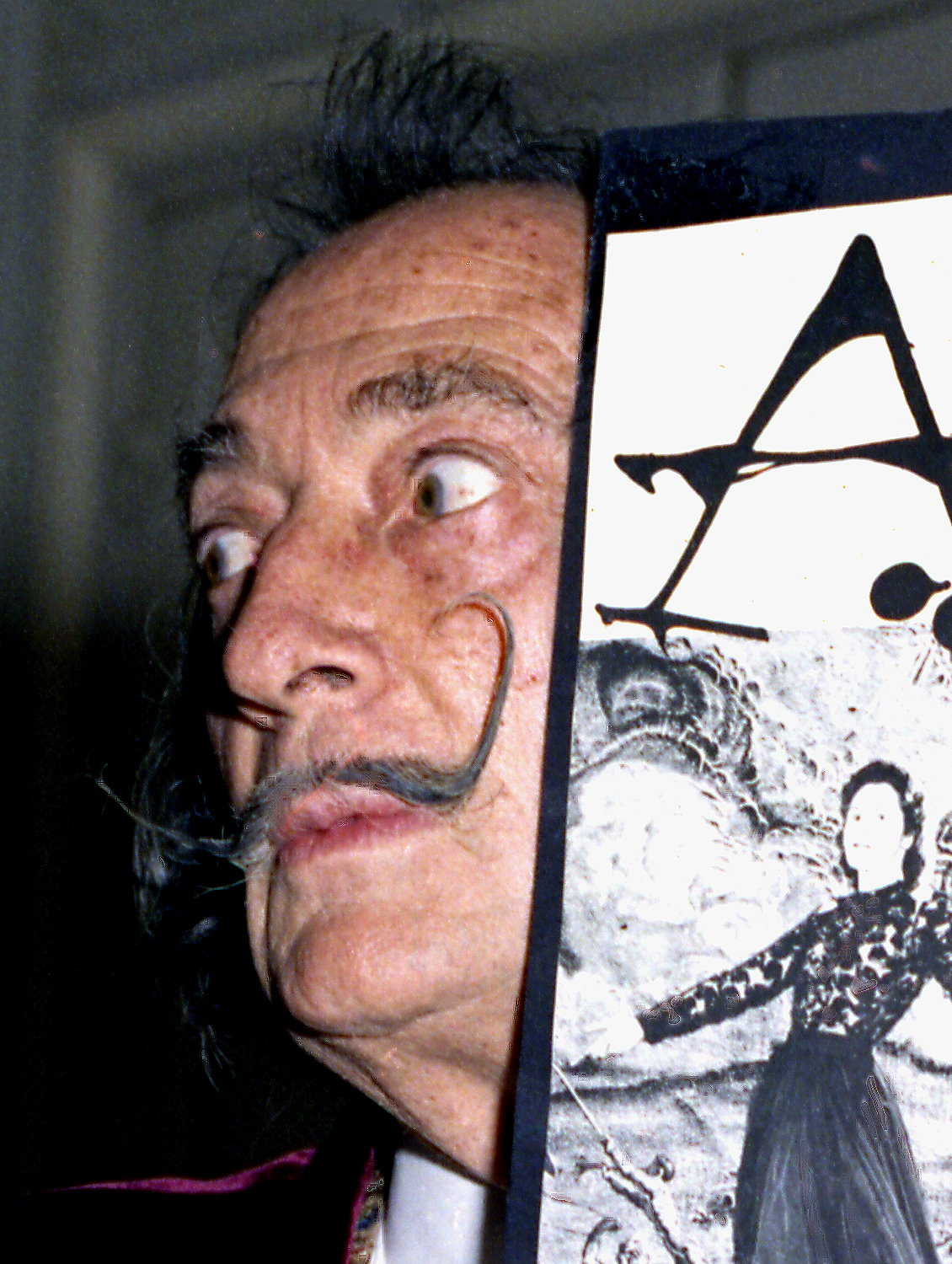
Salvador Dalí
23 januari

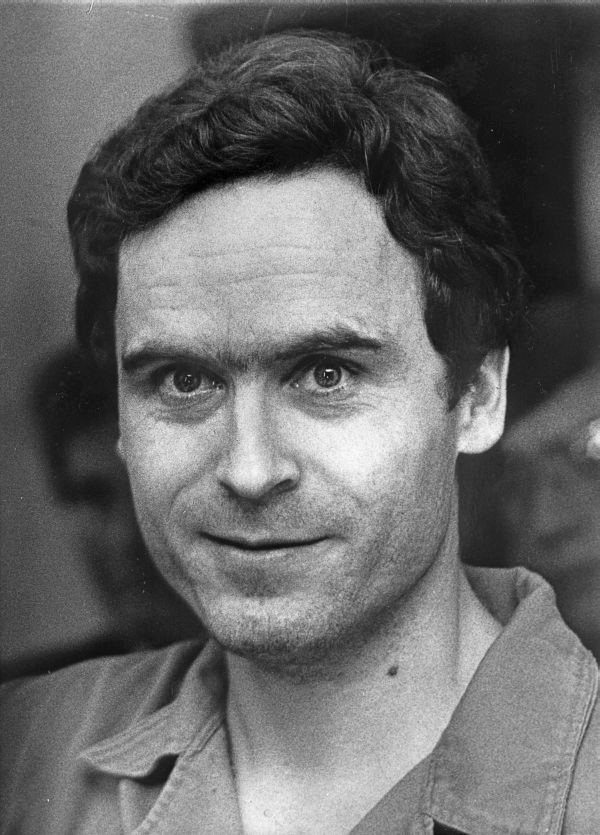
Ted Bundy
24 januari

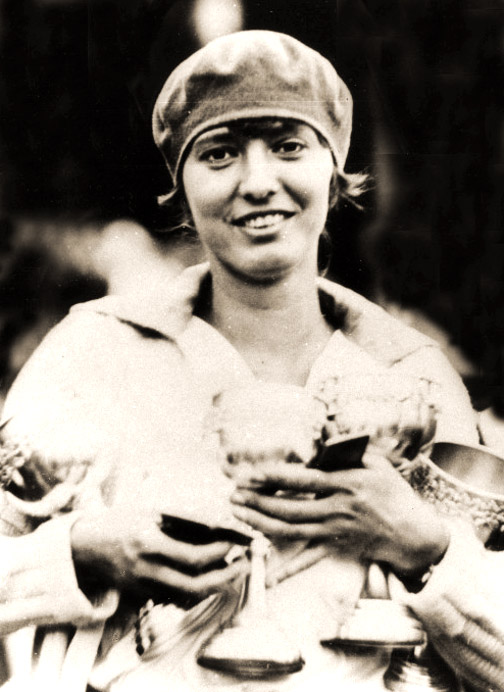
Halina Konopacka
29 januari

| 1 | 2 | 3 | 4 | 5 | 6 | 7 | 8 | 9 | 10 | 11 | 12 | 13 | 14 | 15 | 16 | 17 | 18 | 19 | 20 | 21 | 22 | 23 | 24 | 25 | 26 | 27 | 28 | 29 | 30 | 31 |
| - | - | - | - | - | - | - | - | - | -- | -- | -- | -- | -- | -- | -- | -- | -- | -- | -- | -- | -- | -- | -- | -- | -- | -- | -- | -- | -- | -- |

### 2 januari
- Cees Sipkes (93), Nederlands tuinarchitect

### 3 januari
- Sergej Sobolev (80), Russisch wiskundige

### 5 januari
- Ferdinand de Jonghe d'Ardoye (77), Belgisch historicus

### 6 januari
- Jim Hurtubise (66), Amerikaans autocoureur
- Gerhart Rathenau (77), Duits-Nederlands natuurkundige

### 7 januari
- Hirohito (87), Japans keizer
- Egon Lendl (82), Oostenrijks geograaf

### 8 januari
- Johnny Jordaan (64), Nederlands zanger

### 9 januari
- Dolf Henkes (85), Nederlands kunstschilder
- Ciril Žebot (74), Sloveens politicus en econoom

### 10 januari
- Herbert Morrison (83), Amerikaans radioverslaggever

### 11 januari
- José Luis Bustamante y Rivero (94), president van Peru

### 12 januari
- Placide De Paepe (75), Belgisch politicus
- Ben Vermaseren (76), Nederlands historicus

### 13 januari
- Paul Douliez (83), Belgisch componist en musicus
- Gerard van Muiden (68), Nederlands politicus
- Joe Spinell (52), Amerikaans acteur

### 15 januari
- Ernst Neger (80), Duits carnavals- en schlagerzanger

### 16 januari
- Willemijn Posthumus-van der Goot (91), Nederlandse econoom, journalist, feminist en vredesactivist
- Trey Wilson (40), Amerikaans acteur

### 17 januari
- Olga Averino (93), Russisch zangeres

### 18 januari
- Nils Axelsson (83), Zweeds voetballer
- Bruce Chatwin (48), Brits schrijver
- Francisco Esteve Pastor (72), Spaans componist

### 19 januari
- Jorge Cruickshank García (72), Mexicaans politicus

### 20 januari
- Gerard Theo Bakker (78), Nederlands geluidstechnicus
- Józef Cyrankiewicz (77), president van Polen
- John Harding (92), Brits militair en bestuurder
- Dolf van Kol (86), Nederlands voetballer en voetbaltrainer
- Halsey Stevens (80), Amerikaans componist

### 22 januari
- Sándor Weöres (75), Hongaars schrijver

### 23 januari
- Salvador Dalí (84), Spaans schilder
- Frits Schipper (84), Nederlands voetballer
- Lars-Erik Torph (28), Zweeds rallycoureur

### 24 januari
- Ted Bundy (42), Amerikaans seriemoordenaar

### 25 januari
- Bertil Berg (78), Zweeds waterpolospeler

### 27 januari
- Nol van der Vegt (48), Nederlands circusdirecteur

### 28 januari
- Lobsang Trinley Chökyi Gyaltsen (50), pänchen lama van Tibet

### 29 januari
- Halina Konopacka (88), Pools atlete
- Giel Wittelings (71), Nederlands voetballer

### 30 januari
- Stella Simons (100), Nederlands advocate en feministe

### 31 januari
- Herman Doedens (83), Nederlands schrijver

## Februari

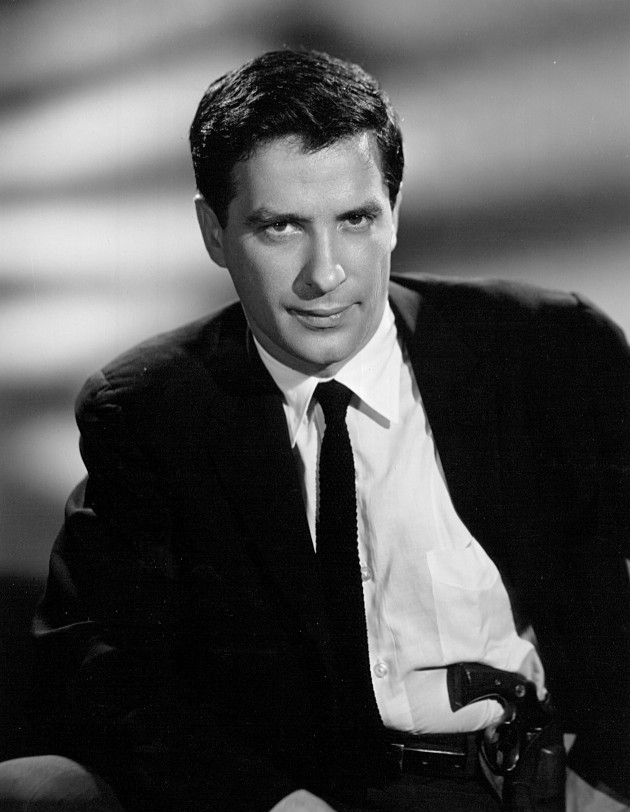
John Cassavetes
3 februari

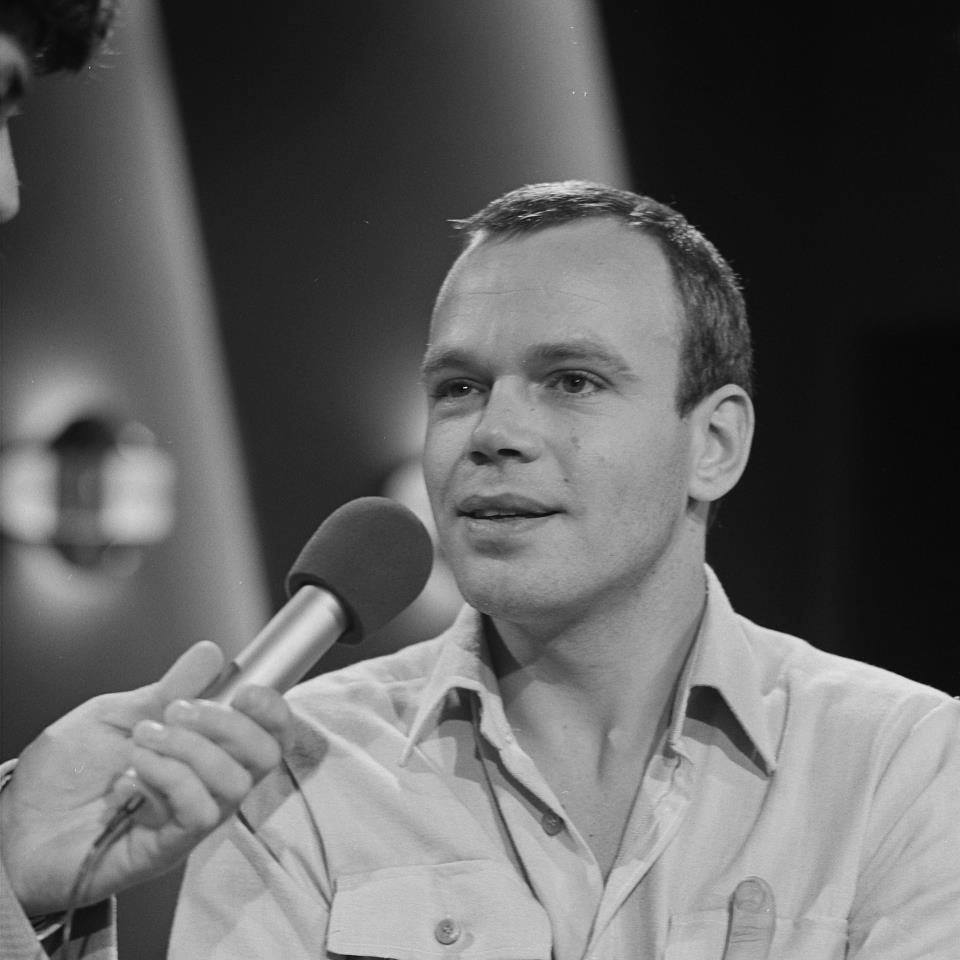
Wim Hogenkamp
5 februari

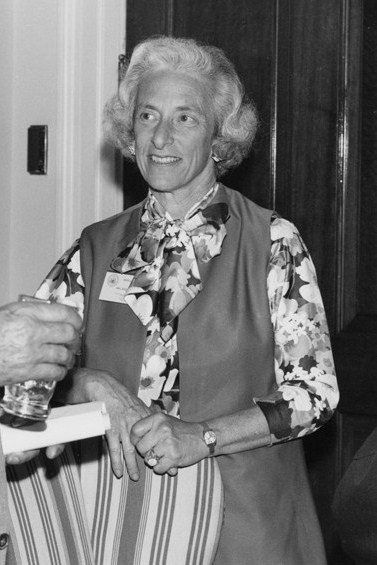
Barbara Tuchman
6 februari

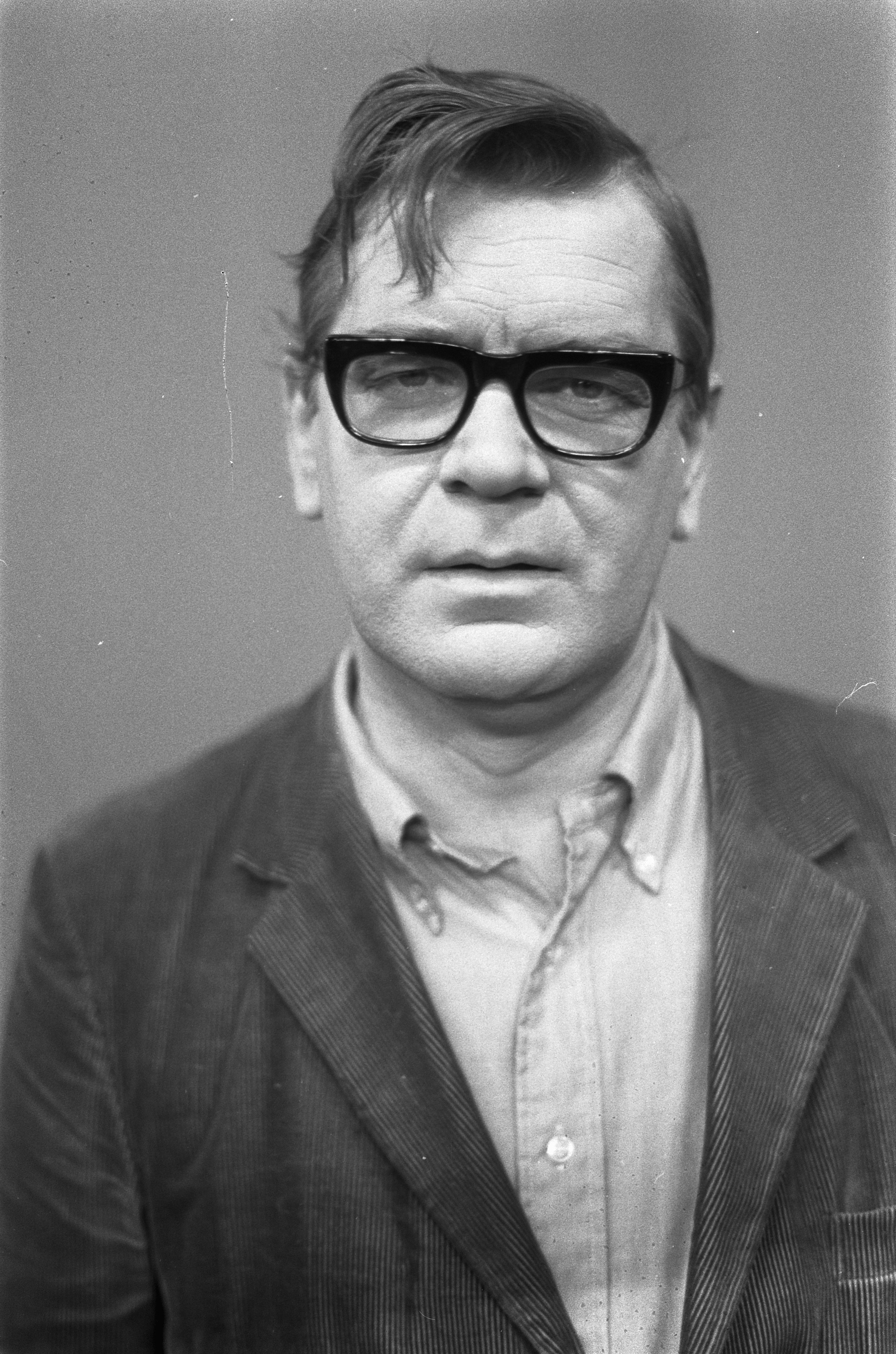
Jaap van de Merwe
19 februari

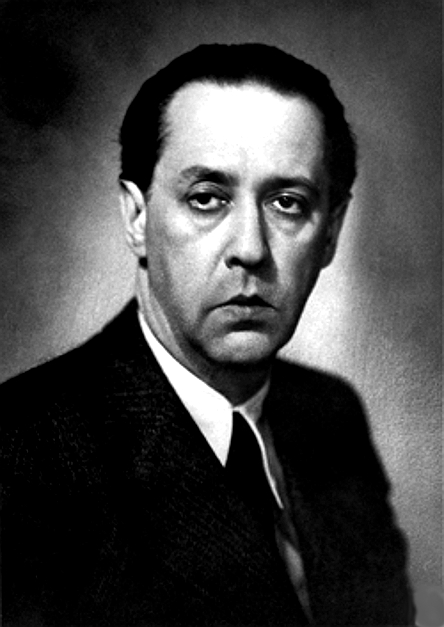
Sándor Márai
22 februari

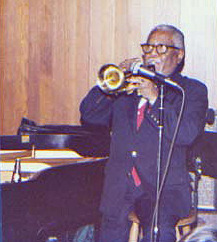
Roy Eldridge
26 februari

| 1 | 2 | 3 | 4 | 5 | 6 | 7 | 8 | 9 | 10 | 11 | 12 | 13 | 14 | 15 | 16 | 17 | 18 | 19 | 20 | 21 | 22 | 23 | 24 | 25 | 26 | 27 | 28 |
| - | - | - | - | - | - | - | - | - | -- | -- | -- | -- | -- | -- | -- | -- | -- | -- | -- | -- | -- | -- | -- | -- | -- | -- | -- |

### 2 februari
- Ondrej Nepela (38), Slowaaks kunstschaatser

### 3 februari
- John Cassavetes (59), Amerikaans acteur en regisseur
- Glenna Collett (85), Amerikaans golfspeelster
- Harry Linthorst Homan (83), Nederlands politicus

### 5 februari
- Wim Hogenkamp (41), Nederlands acteur, zanger en tekstschrijver
- Nico Onkenhout (70), Nederlands beeldhouwer en medailleur

### 6 februari
- André Cayatte (80), Frans filmregisseur
- Barbara Tuchman (77), Amerikaans journaliste en historica

### 7 februari
- Maurits Mok (81), Nederlands schrijver en dichter
- Robert Oubron (75), Frans wielrenner
- Sixto Rovina (28), Nederlands-Antilliaans voetballer
- Gilbert Simondon (64), Frans filosoof

### 9 februari
- Bob Bruijn (82), Nederlands kunstschilder
- Jacobus Craandijk (92), Nederlands schrijver
- Osamu Tezuka (60), Japans mangatekenaar

### 10 februari
- Doet Beets (71), Nederlands honkballer en sportbestuurder

### 11 februari
- Théo Dejace (82), Belgisch politicus en militant
- Leon Festinger (69), Amerikaanse psycholoog

### 12 februari
- Maurits Balfoort (83), Belgisch toneel- en televisieregisseur
- Thomas Bernhard (58), Oostenrijks schrijver
- Maurice Cann (77), Brits motorcoureur

### 13 februari
- Eugénie van Griekenland (79), lid Griekse koningshuis
- Hans Hellmut Kirst (74), Duits schrijver
- Dave Tarras (91), Amerikaans klarinettist

### 14 februari
- Philippe Lippens (78), Belgisch archeoloog

### 16 februari
- Charlotte van Saksen-Altenburg (89), Duits prinses

### 17 februari
- Lowell Preston Little (73), Amerikaans componist
- Hanne Sobek (88), Duits voetballer en trainer
- Marcel Schurmans (80), Belgisch geestelijke
- Jan Vreede (89), Nederlands zeiler

### 19 februari
- Jaap van de Merwe (64), Nederlands cabaretier en journalist

### 20 februari
- Erika Köth (61), Duits operazangeres

### 21 februari
- Otar Taktakisjvili (64), Georgisch componist
- Alex Thépot (82), Frans voetballer

### 22 februari
- Sándor Márai (88), Hongaars schrijver

### 23 februari
- Wangchug Deden Shakabpa (80), Tibetaans historicus en politicus

### 25 februari
- Cornelis Alkemade (65), Nederlands natuurkundige

### 26 februari
- Roy Eldridge (78), Amerikaans jazztrompettist
- Eloi Meulenberg (76), Belgisch wielrenner

### 27 februari
- Konrad Lorenz (85), Oostenrijks zoöloog en ornitholoog
- Bas Paauwe (77), Nederlands voetballer en voetbaltrainer

### 28 februari
- Jacob van den Brink (51), Nederlands burgemeester

## Maart

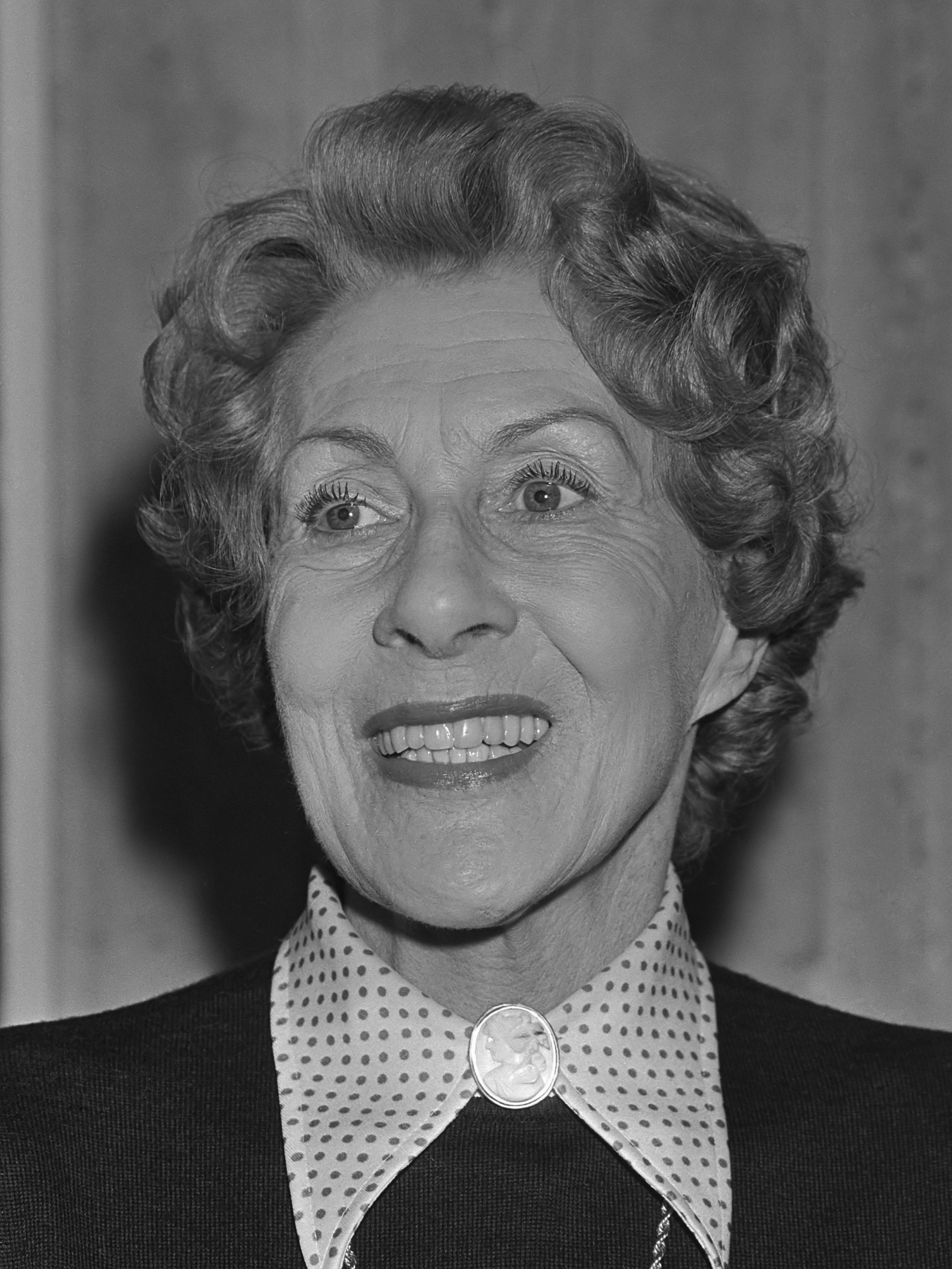
Josephine van Gasteren
1 maart

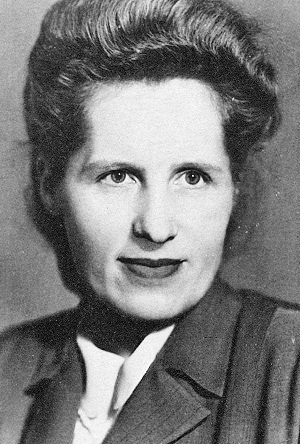
Jelizaveta Bykova
8 maart

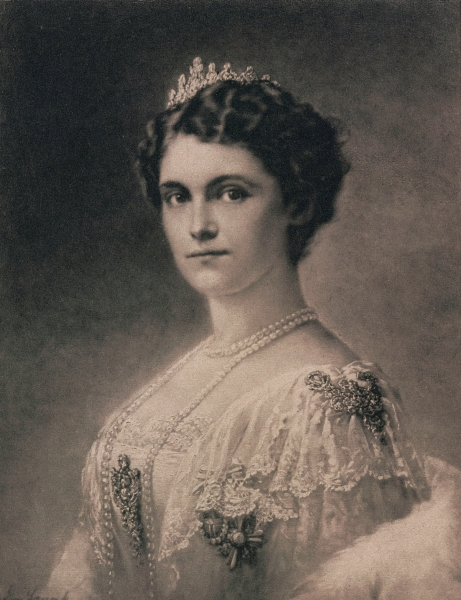
Zita van Bourbon-Parma
14 maart

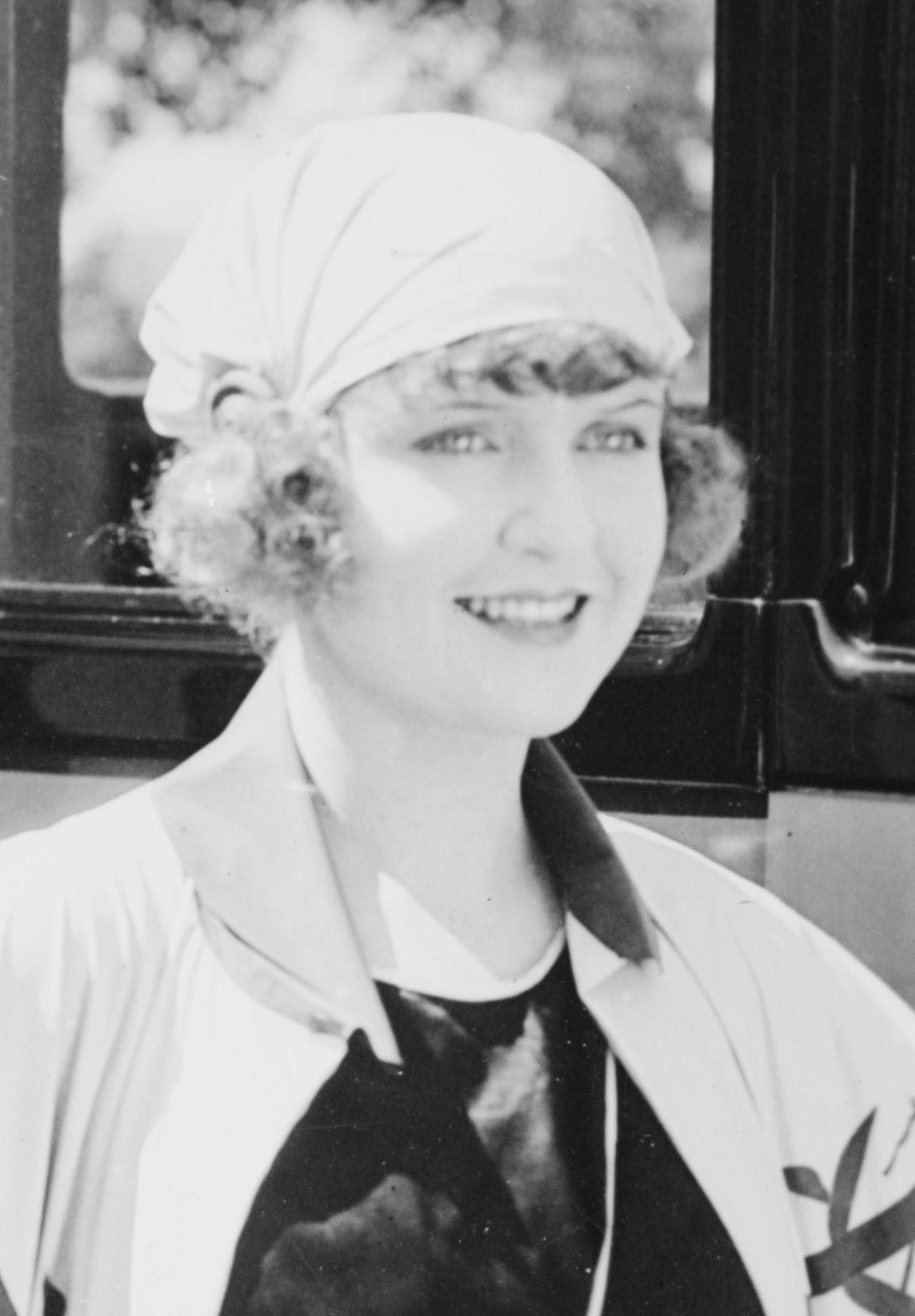
May Allison
27 maart

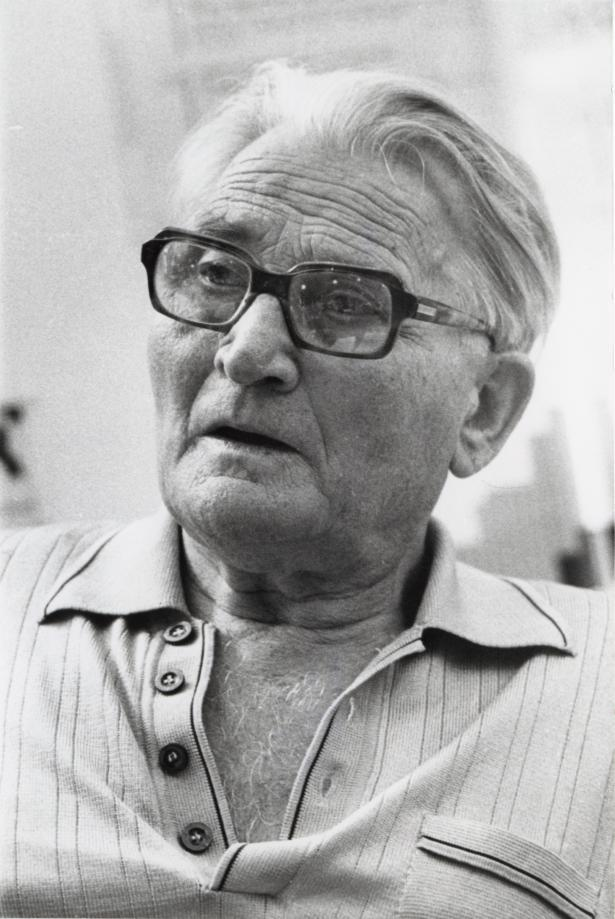
Henk Gortzak
31 maart

| 1 | 2 | 3 | 4 | 5 | 6 | 7 | 8 | 9 | 10 | 11 | 12 | 13 | 14 | 15 | 16 | 17 | 18 | 19 | 20 | 21 | 22 | 23 | 24 | 25 | 26 | 27 | 28 | 29 | 30 | 31 |
| - | - | - | - | - | - | - | - | - | -- | -- | -- | -- | -- | -- | -- | -- | -- | -- | -- | -- | -- | -- | -- | -- | -- | -- | -- | -- | -- | -- |

### 1 maart
- Josephine van Gasteren (71), Nederlands actrice
- Henk van Stipriaan (64), Nederlands journalist en presentator

### 2 maart
- William Arnold Egger (89), Surinaams-Nederlands verzetsstrijder

### 7 maart
- Wim Ingenbleek (85), Nederlands voetballer

### 8 maart
- Jelizaveta Bykova (75), Russisch schaakster
- Charles Exbrayat (82), Frans schrijver

### 9 maart
- Robert Mapplethorpe (42), Amerikaans fotograaf

### 12 maart
- Jakob Heusser (93), Zwitsers politicus

### 13 maart
- Carl Dahlhaus (60), Duits musicoloog
- Jo Mommers (61), Nederlands voetballer

### 14 maart
- Edward Abbey (62), Amerikaans schrijver en essayist
- Charles Billingslea (74), Amerikaans militair
- Jan de Groote (77), Nederlands politicus
- Roger Thiéry (57), Belgisch politicus
- Zita van Bourbon-Parma (96), keizerin van Oostenrijk

### 15 maart
- Hugo Bosch (68), Nederlands bedrijfskundige

### 16 maart
- Jesús María de Leizaola Sánchez (92), Spaans politicus
- Gilbert Lemmens (74), Belgisch politicus

### 18 maart
- Harold Jeffreys (97), Brits wiskundige

### 19 maart
- Piet Kruiver (51), Nederlands voetballer

### 20 maart
- Fernand Hubin (69), Belgisch politicus

### 21 maart
- Annie Leenders (79), Nederlands actrice

### 22 maart
- Herzeleide van Pruisen (70), lid Duitse adel

### 24 maart
- Arnett Cobb (70), Amerikaanse jazzsaxofonist

### 26 maart
- Albert Guérisse (77), Belgisch verzetsstrijder

### 27 maart
- May Allison (98), Amerikaans actrice

### 28 maart
- Josiah Zion Gumede (69), president van Zimbabwe-Rhodesië

### 29 maart
- Bernard Blier (73), Frans acteur
- Artemio Casas (77), Filipijns geestelijke
- Leendert Walig (36), Nederlands acteur

### 30 maart
- Arto Tolsa (43), Fins voetballer

### 31 maart
- Henk Gortzak (80), Nederlands politicus

## April

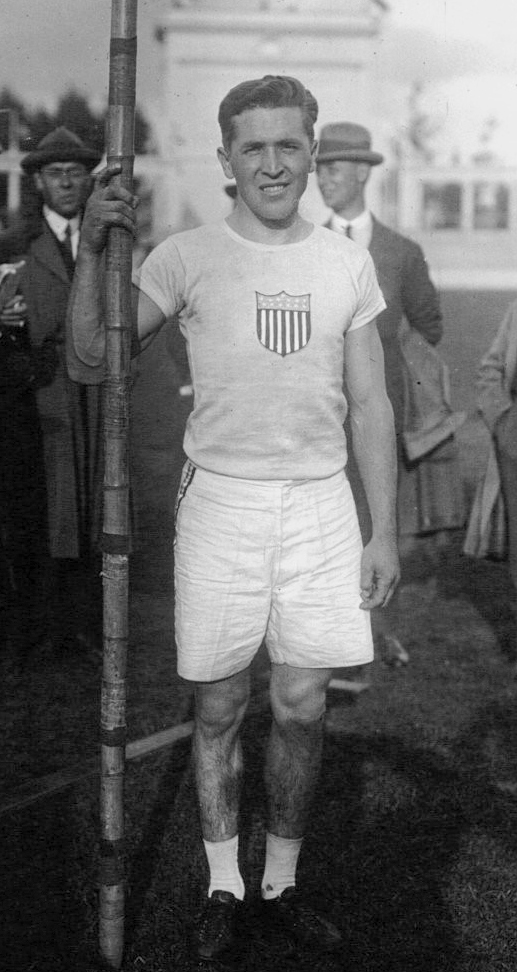
Frank Foss
5 april

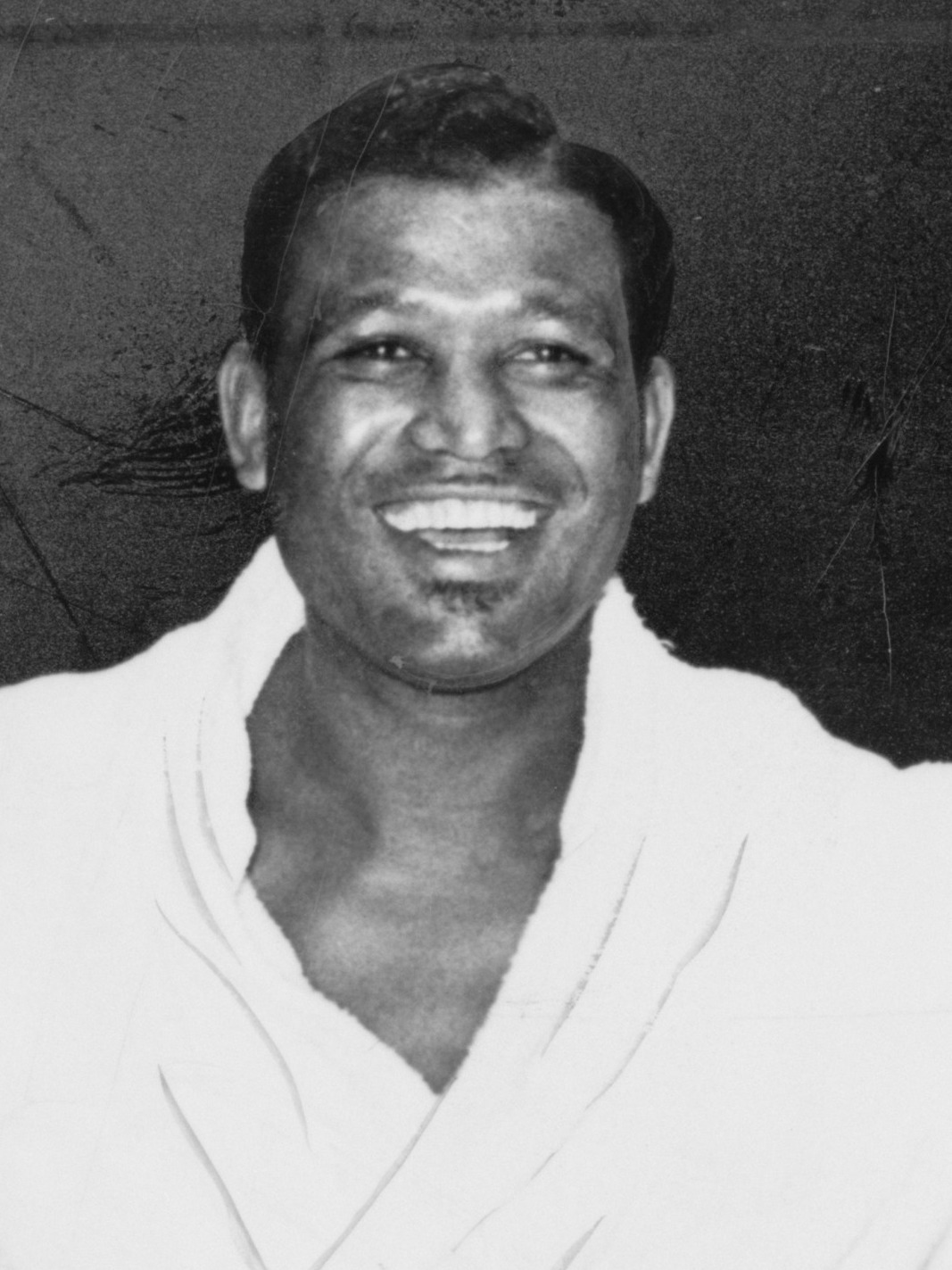
Sugar Ray Robinson
12 april

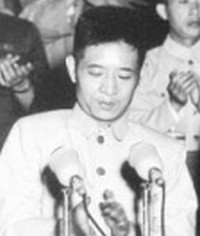
Hu Yaobang
15 april

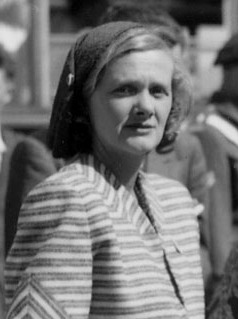
Daphne du Maurier
19 april

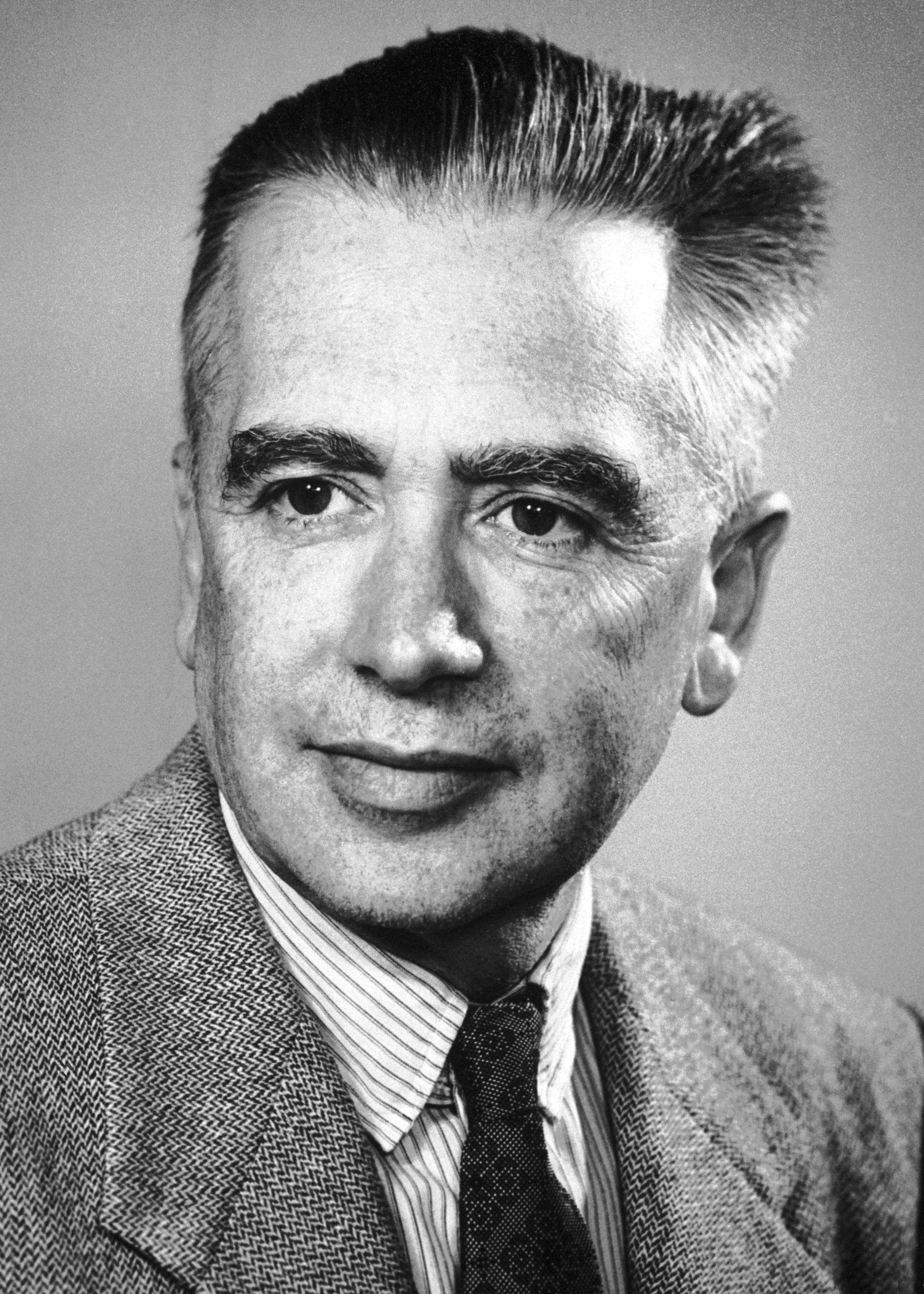
Emilio Segrè
24 april

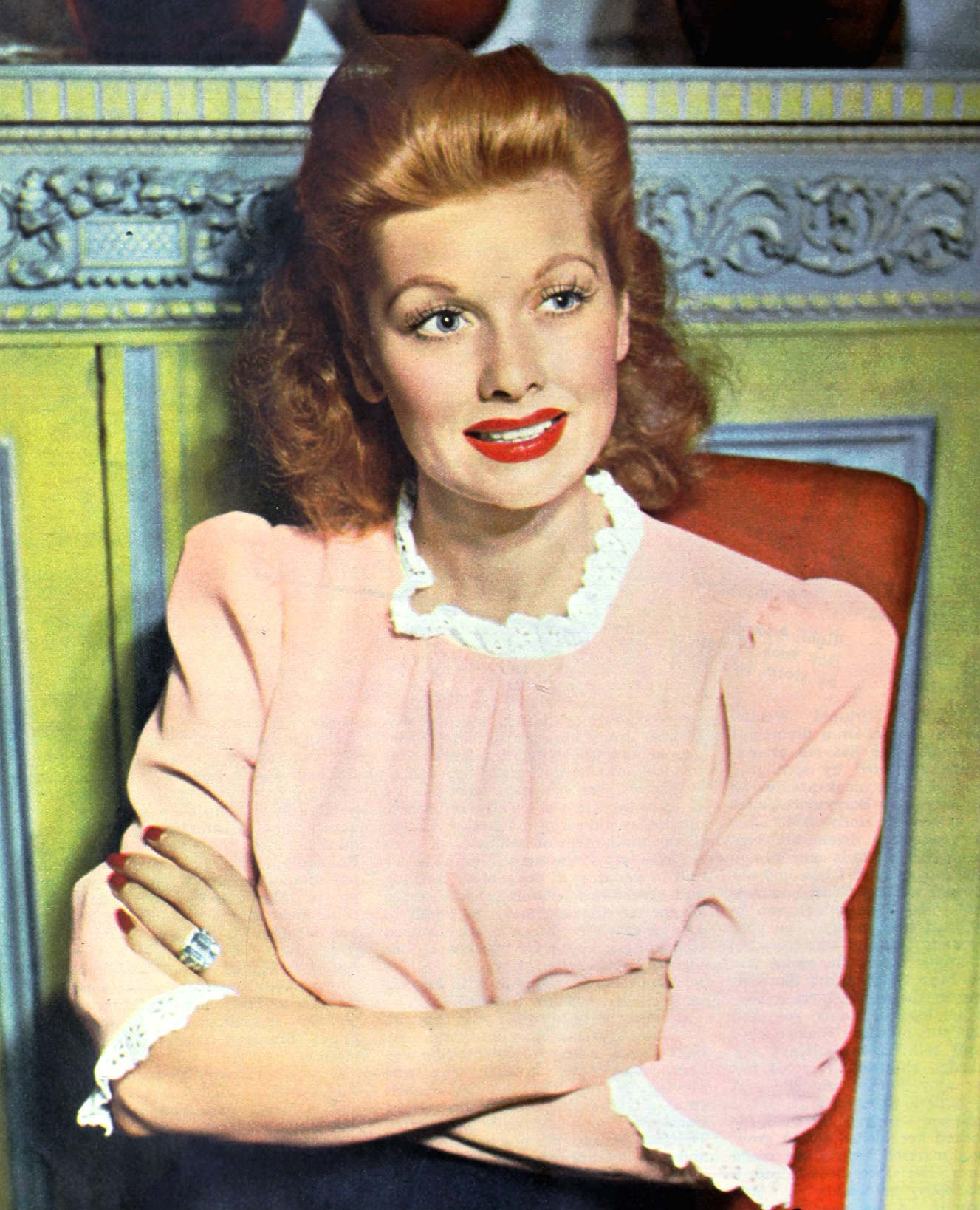
Lucille Ball
26 april

| 1 | 2 | 3 | 4 | 5 | 6 | 7 | 8 | 9 | 10 | 11 | 12 | 13 | 14 | 15 | 16 | 17 | 18 | 19 | 20 | 21 | 22 | 23 | 24 | 25 | 26 | 27 | 28 | 29 | 30 |
| - | - | - | - | - | - | - | - | - | -- | -- | -- | -- | -- | -- | -- | -- | -- | -- | -- | -- | -- | -- | -- | -- | -- | -- | -- | -- | -- |

### 5 april
- Frank Foss (93), Amerikaans atleet
- Karel Zeman (78), Tsjecho-Slowaaks filmregisseur

### 7 april
- Marja Habraken (49), Nederlands actrice

### 9 april
- Gustaaf Willem Jacobus van der Feltz (84), Nederlands burgemeester
- Henny Jurriëns (40), Nederlands balletdanser
- Albert Vigoleis Thelen (85), Duits schrijver

### 11 april
- Pedro Orozco González (77), Spaans componist

### 12 april
- Abbie Hoffman (52), Amerikaans activist
- Sugar Ray Robinson (78), Amerikaans bokser

### 13 april
- Erich Herrmann (74), Duits handbalspeler

### 15 april
- Fernand Devilers (85), Belgisch politicus
- Federico Gay (92), Italiaans wielrenner
- Hu Yaobang (73), Chinees politicus
- Bernard-Marie Koltès (41), Frans toneelschrijver
- Charles Vanel (93), Frans acteur

### 16 april
- Piet Aalberse (78), Nederlands politicus

### 17 april
- Cecil B. Leeson (86), Amerikaans componist

### 18 april
- Pieter Starreveld (77), Nederlands beeldhouwer

### 19 april
- Ferdinand aus der Fünten (79), Duits oorlogsmisdadiger
- Daphne du Maurier (82), Brits schrijfster
- Theo van der Nahmer (72), Nederlands beeldhouwer en tekenaar
- George Paxton (75), Amerikaans componist en bigbandleider

### 20 april
- Cees Graswinckel (82), Nederlandse schilder en glazenier

### 21 april
- Jón Gunnar Árnason (57), IJslands beeldhouwer

### 22 april
- Jan Baars (85), Nederlands politicus en verzetsstrijder
- Emilio Segrè, (84) Italiaans natuurkundige
- Eberhard L. Wittmer (84), Duits componist

### 23 april
- Bob Allen (75), Amerikaans zanger en bigbandleider
- Hamani Diori (72), president van Niger

### 24 april
- Franz Binder (77), Oostenrijks voetballer en voetbaltrainer

### 25 april
- George Coulouris (85), Brits acteur

### 26 april
- Lucille Ball (77), Amerikaans actrice
- Olaf J. de Landell (77), Nederlands schrijver

### 27 april
- Luisa Gazelli (92), lid Italiaanse adel
- Paavo Salminen (77), Fins voetballer
- Julia Frances Smith (78), Amerikaans componiste

### 29 april
- Lyn Murray (79), Brits-Amerikaans componist en dirigent

### 30 april
- Sergio Leone (60), Italiaans filmregisseur

## Mei

Edward Ochab
1 mei

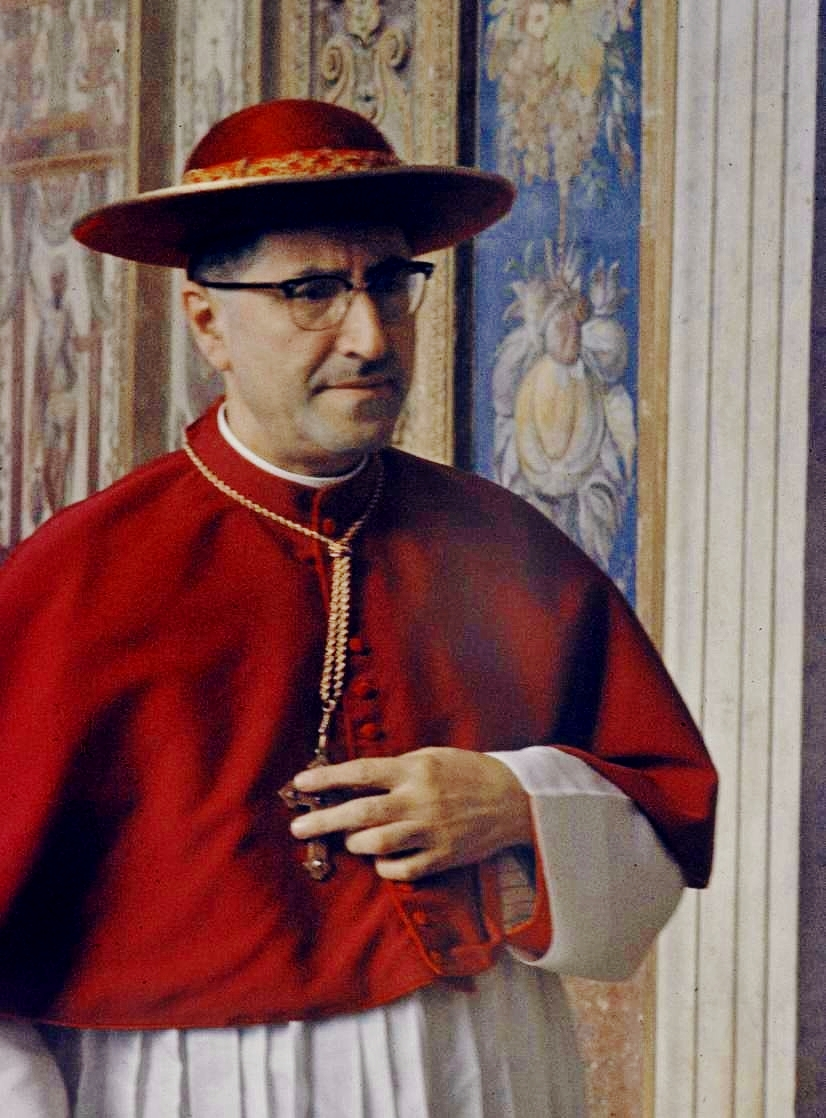
Giuseppe Siri
2 mei

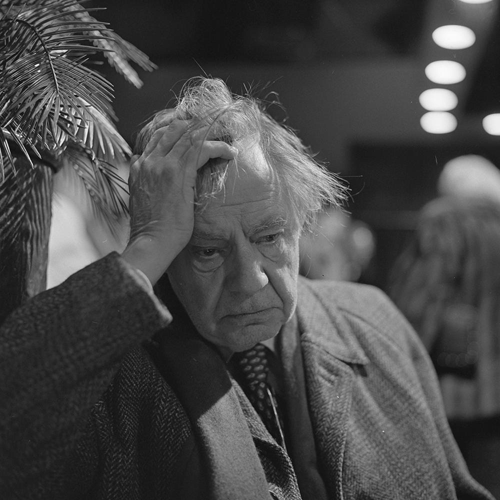
Paul Steenbergen
8 mei

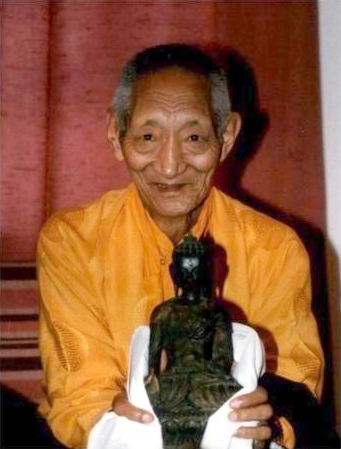
Karma Rangyung Künkhyab Trinley
10 mei

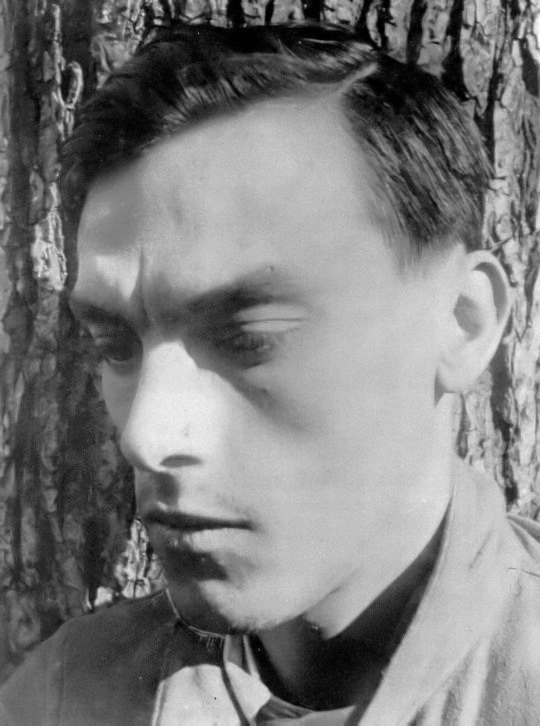
Arseni Tarkovski
27 mei

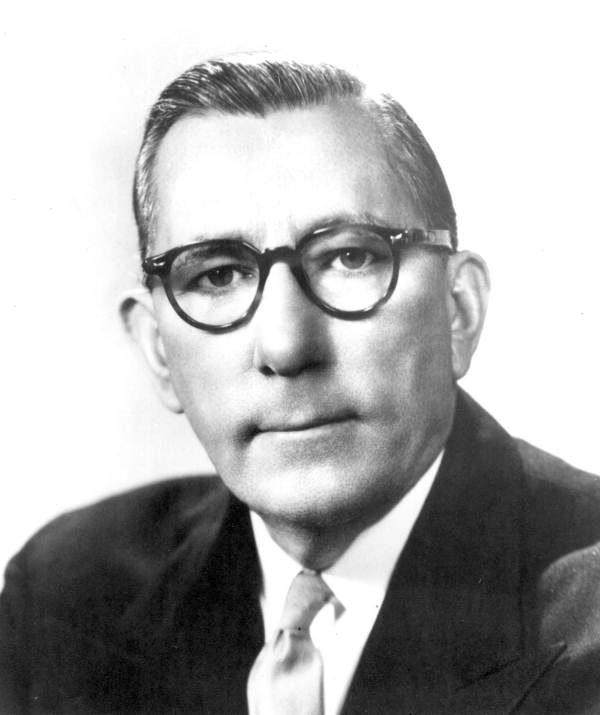
Claude Pepper
30 mei

| 1 | 2 | 3 | 4 | 5 | 6 | 7 | 8 | 9 | 10 | 11 | 12 | 13 | 14 | 15 | 16 | 17 | 18 | 19 | 20 | 21 | 22 | 23 | 24 | 25 | 26 | 27 | 28 | 29 | 30 | 31 |
| - | - | - | - | - | - | - | - | - | -- | -- | -- | -- | -- | -- | -- | -- | -- | -- | -- | -- | -- | -- | -- | -- | -- | -- | -- | -- | -- | -- |

### 1 mei
- Edward Ochab (82), Pools politicus

### 2 mei
- Meindert Boekel (73), Nederlands componist en dirigent
- Veniamin Kaverin (83), Russisch schrijver
- Giuseppe Siri (83), Italiaans kardinaal

### 4 mei
- Theo van Baaren (76), Nederlands dichter en godsdiensthistoricus

### 6 mei
- Adolfo Constanzo (26), Amerikaans sekteleider en seriemoordenaar

### 7 mei
- Matty Niël (70), Nederlands componist
- Guy Williams (65), Amerikaans acteur

### 8 mei
- Luisinho das Arábias (31), Braziliaans voetballer
- Paul Steenbergen (82), Nederlands acteur

### 9 mei
- Karl Brunner (73), Zwitsers econoom

### 10 mei
- Karma Rangyung Künkhyab Trinley (ca. 84), Tibetaans geestelijke
- Hassler Whitney (82), Amerikaans wiskundige

### 11 mei
- Elizabeth Byrd (76), Amerikaans schrijfster

### 12 mei
- Jan Willem Hees (76), Nederlands acteur
- Ferdinand Vercnocke (82), Belgisch schrijver, dichter en collaborateur

### 16 mei
- Fernand Parmentier (81), Belgisch politicus
- Bruno Philippart (69), Belgisch politicus
- Théodore Stravinsky (82), Russisch-Frans kunstschilder

### 18 mei
- Walther Stennes (94), Duits militair en politicus

### 19 mei
- Abel Herzberg (95), Nederlands schrijver en essayist

### 20 mei
- Erzsébet Galgóczi (58), Hongaars schrijfster
- John Hicks (85), Brits econoom
- Gilda Radner (42), Amerikaans actrice
- Sjakie Schram (62), Nederlands zanger
- Gogen Yamaguchi (80), Japans karateka

### 21 mei
- Gijsbertus Blankesteijn (87), Nederlands publicist en columnist
- Gustave Lambert Brahy (95), Belgisch astroloog

### 22 mei
- Gaetano Morelli (88), Italiaans rechtsgeleerde

### 24 mei
- Herwig Hensen (72), Belgisch dichter en schrijver

### 25 mei
- Guus Dräger (71), Nederlands voetballer

### 26 mei
- Pierre Everaert (55), Frans wielrenner

### 27 mei
- Joaquin Palacio (87), Spaans autocoureur
- René van Seumeren (65), Nederlands beeldhouwer
- Jess Sweetser (87), Amerikaans golfer
- Arseni Tarkovski (81), Russisch schrijver en dichter

### 29 mei
- Joseph Van Ingelgem (77), Belgisch voetballer

### 30 mei
- Claude Pepper (88), Amerikaans politicus

## Juni

Ruhollah Khomeini
3 juni

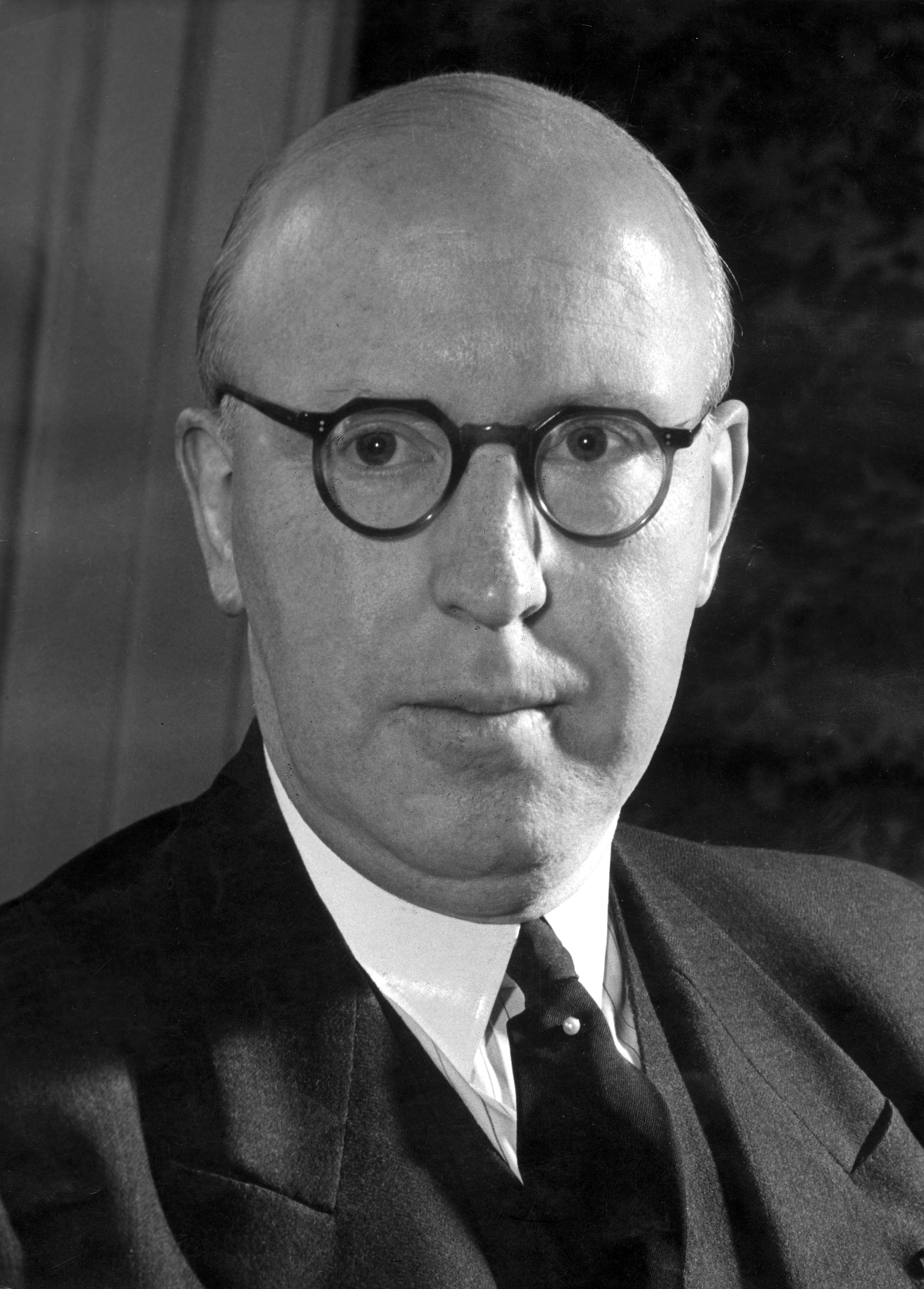
Piet Lieftinck
9 juni

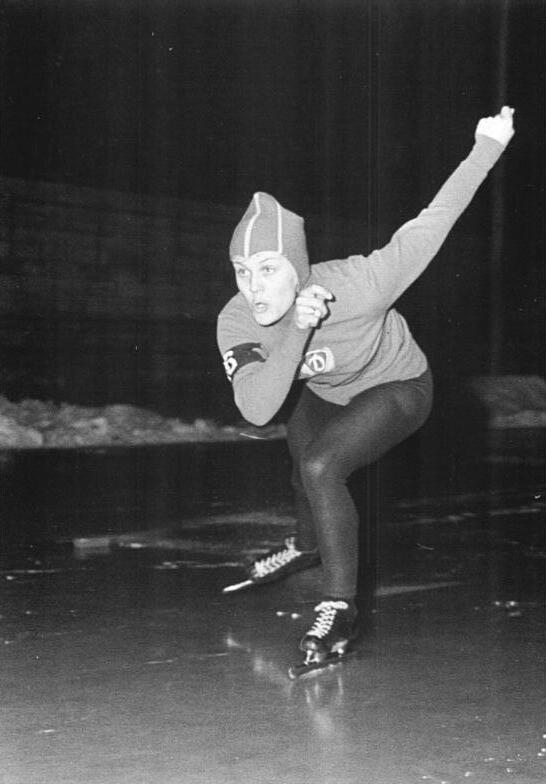
Helga Haase
16 juni

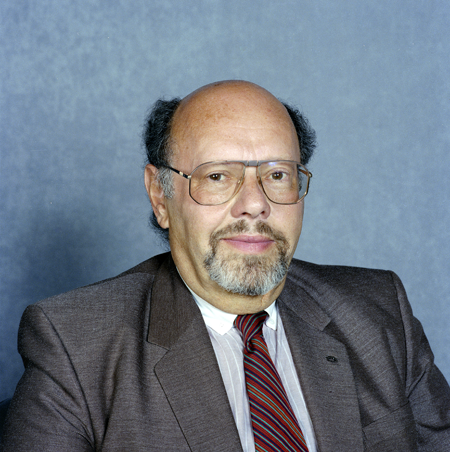
Simon van Collem
21 juni

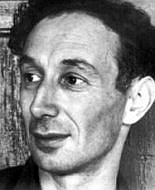
Alfred Ayer
27 juni

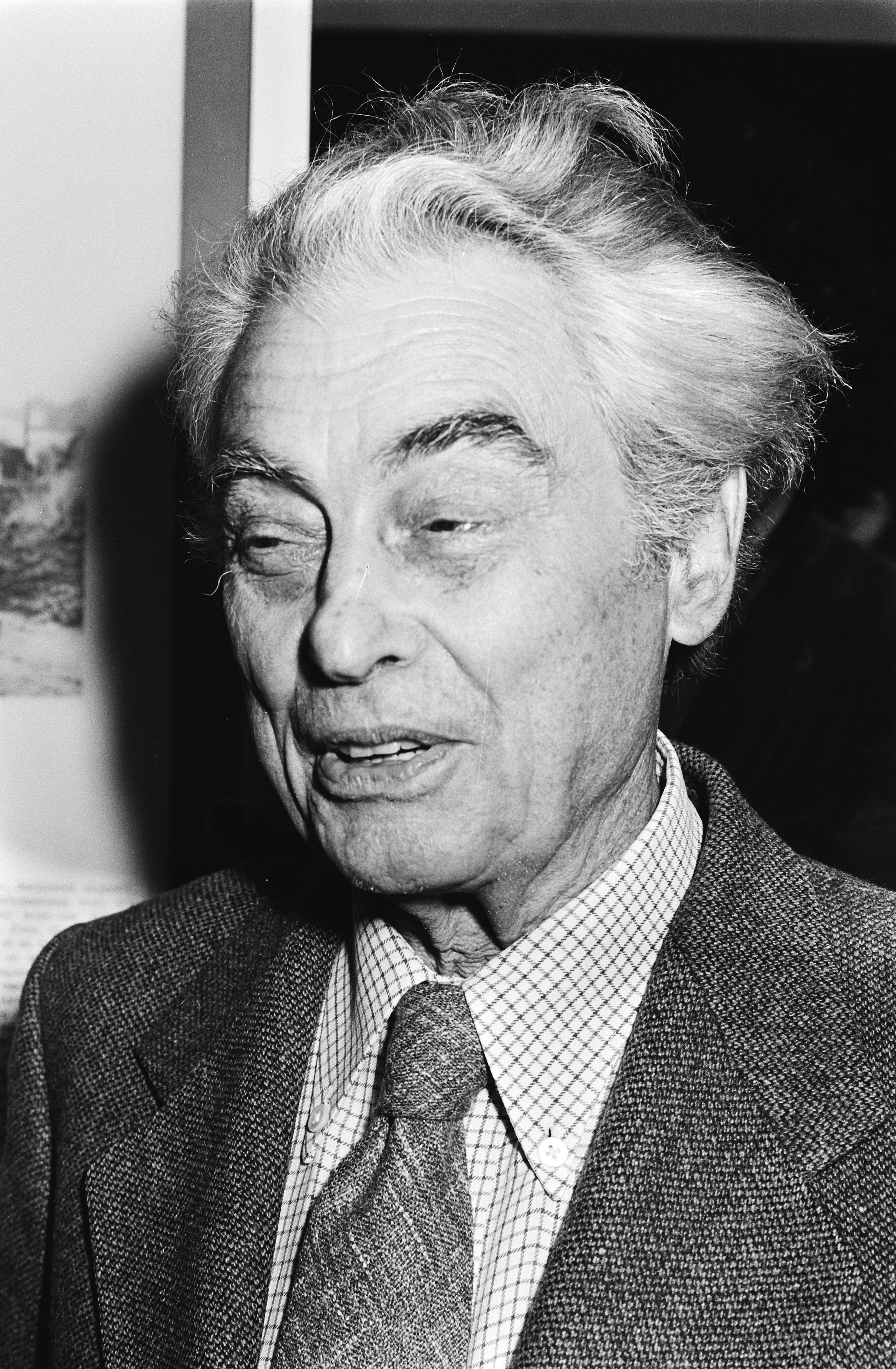
Joris Ivens
28 juni

| 1 | 2 | 3 | 4 | 5 | 6 | 7 | 8 | 9 | 10 | 11 | 12 | 13 | 14 | 15 | 16 | 17 | 18 | 19 | 20 | 21 | 22 | 23 | 24 | 25 | 26 | 27 | 28 | 29 | 30 |
| - | - | - | - | - | - | - | - | - | -- | -- | -- | -- | -- | -- | -- | -- | -- | -- | -- | -- | -- | -- | -- | -- | -- | -- | -- | -- | -- |

### 1 juni
- Uno Lamm (85), Zweeds elektrotechnicus en uitvinder
- Aurelio Lampredi (71), Italiaans auto-ontwerper
- Alexis Lichine (76), Russisch-Frans wijnbouwer en publicist
- Chali Van Den Wouwer (72), Belgisch voetballer

### 3 juni
- Ruhollah Khomeini (86), geestelijk leider van Iran

### 4 juni
- Dik Browne (71), Amerikaans striptekenaar

### 5 juni
- Marco Pallis (93), Brits schrijver en tibetoloog
- Jan Schurer (57), Nederlands politicus

### 6 juni
- Richard Kahn (83), Brits econoom

### 7 juni
- Omgekomen bij de SLM-vliegtuigramp in Zanderij, Suriname
  - Rudy Degenaar (25), Nederlands voetballer
  - Lloyd Doesburg (29), Nederlands voetballer
  - Steve van Dorpel (23), Nederlands voetballer
  - Wendel Fräser (22), Nederlands voetballer
  - Frits Goodings (25), Nederlands voetballer
  - Jerry Haatrecht (28), Nederlands voetballer
  - Virgall Joemmankhan (20), Nederlands voetballer
  - Andro Knel (21), Nederlands voetballer
  - Ruben Kogeldans (22), Nederlands voetballer
  - Fred Patrick (23), Nederlands voetballer
  - Andy Scharmin (21), Nederlands voetballer
  - Nick Stienstra (34), Surinaams voetbalcoach
  - Elfried Veldman (23), Nederlands voetballer
  - Florian Vyent (27), Nederlands voetballer
- Chico Landi (81), Braziliaans autocoureur

### 9 juni
- George Wells Beadle (85), Amerikaans geneticus en Nobelprijswinnaar
- Gerard Fagel (42), Nederlands restauranthouder
- Pierre della Faille de Leverghem (82), Belgisch dichter
- Piet Lieftinck (86), Nederlands politicus
- Wolfdietrich Schnurre (68), Duits schrijver

### 10 juni
- Ortwin Linger (21), Nederlands voetballer
- Richard Quine (68), Amerikaans filmregisseur en acteur

### 13 juni
- Urs Bürgi (79), Zwitsers politicus
- Scott Ross (38), Amerikaans klavecinist en orgelist

### 14 juni
- Jan van Dorp (55), Nederlands politiefunctionaris
- Charles de Limburg Stirum (82), Belgisch politicus
- Joseph Malula (71), Congolees kardinaal
- Zoran Tomić (30), Joegoslavisch voetballer

### 15 juni
- Victor French (54), Amerikaans acteur
- Ray McAnally (63), Iers acteur

### 16 juni
- Helga Haase (55), West-Duits schaatser

### 19 juni
- Betti Alver (82), Estisch schrijver
- Ad van Emmenes (91), Nederlands sportjournalist
- Paul van Herck (51), Belgisch schrijver

### 20 juni
- Hilmar Baunsgaard (69), Deens politicus

### 21 juni
- Simon van Collem (70), Nederlands journalist en televisiemaker
- André Moss (55), Nederlands saxofonist

### 22 juni
- Lee Calhoun (56), Amerikaans atleet
- Henri Sauguet (88), Frans componist

### 23 juni
- Michel Aflaq (79), Syrisch politicus
- Dick van den Noort (45), Nederlands burgemeester

### 27 juni
- Alfred Ayer (78), Amerikaans filosoof

### 28 juni
- Joris Ivens (90), Nederlands filmregisseur

### 29 juni
- André Lagae (69), Belgisch politicus

## Juli

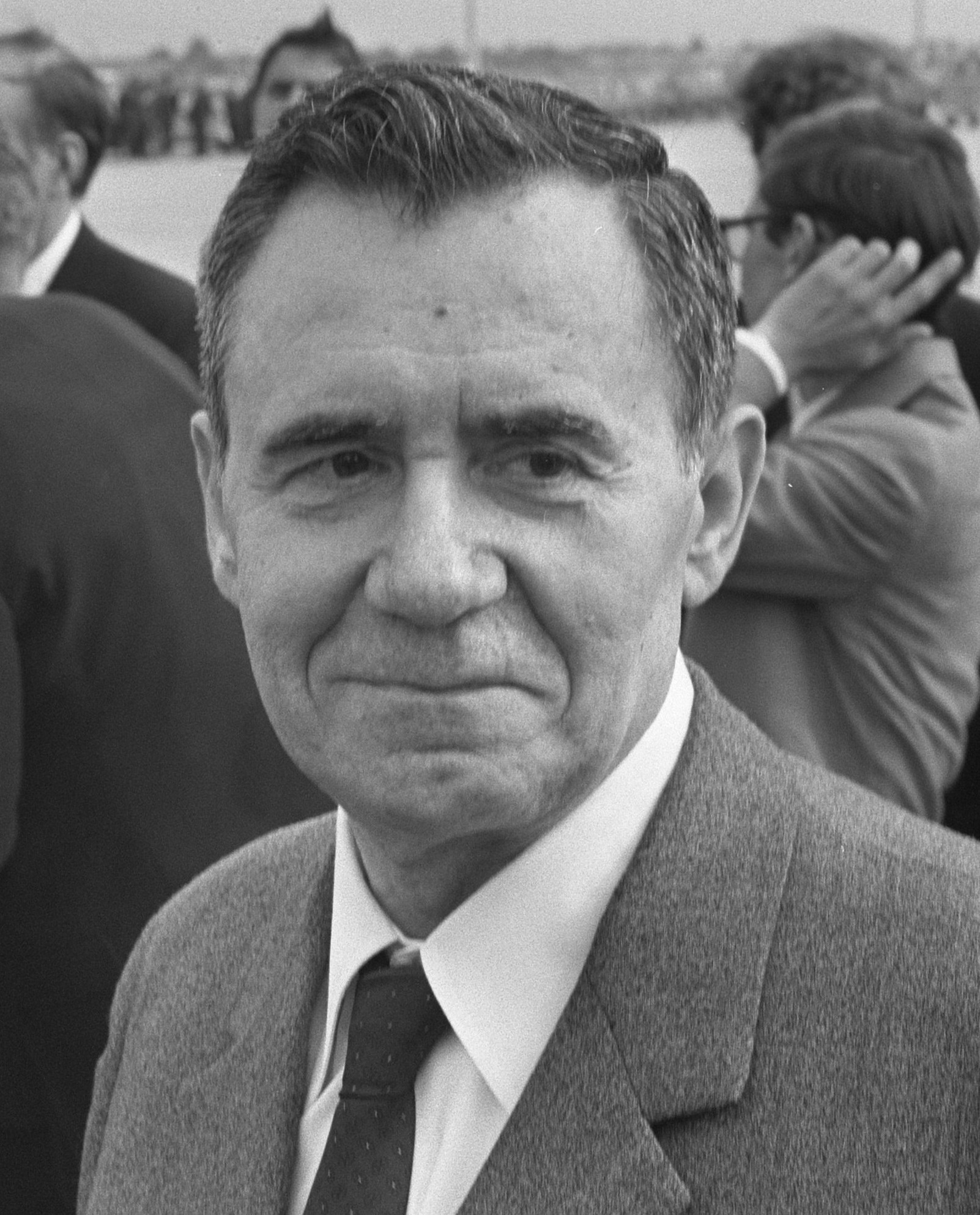
Andrej Gromyko
2 juli

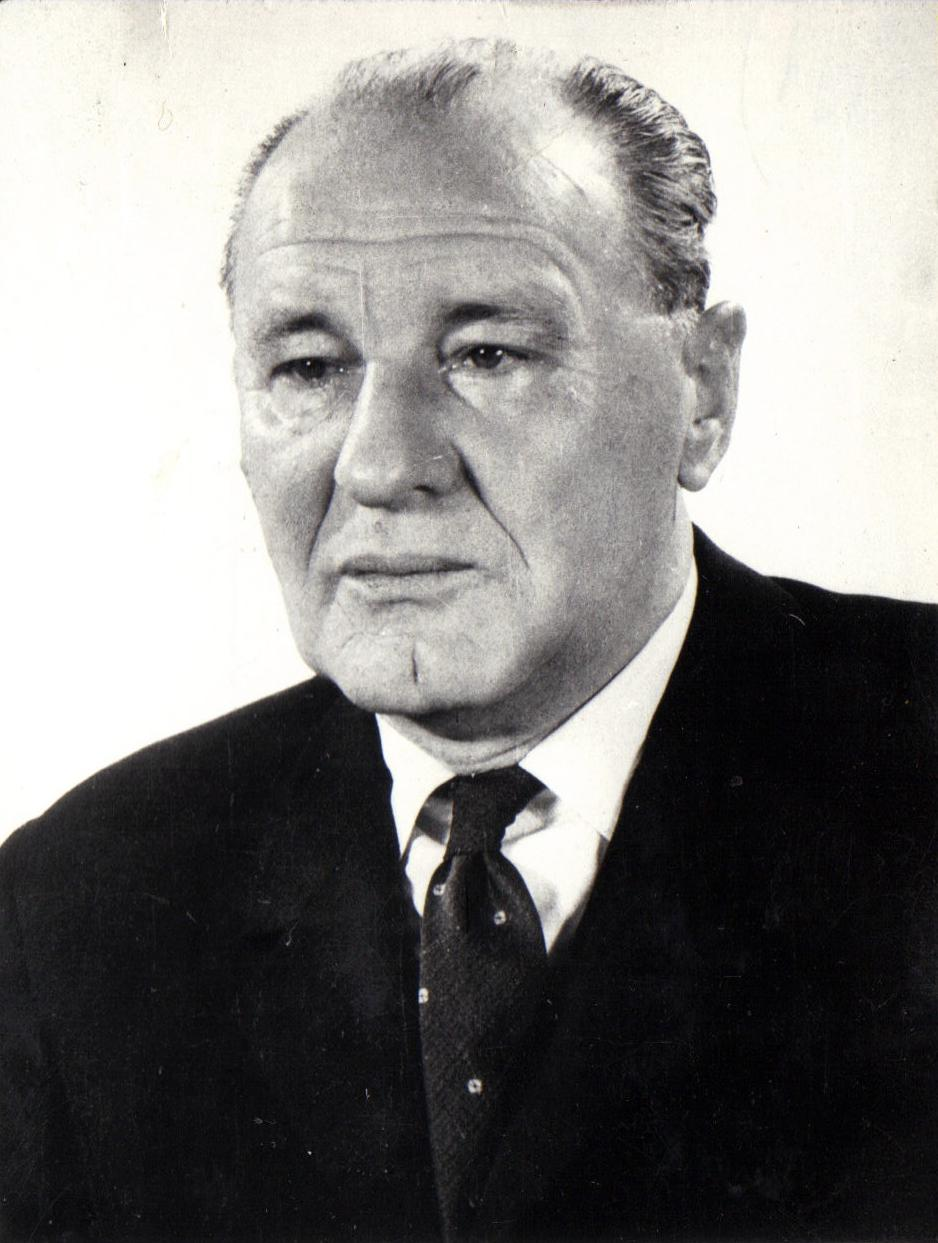
János Kádár
6 juli

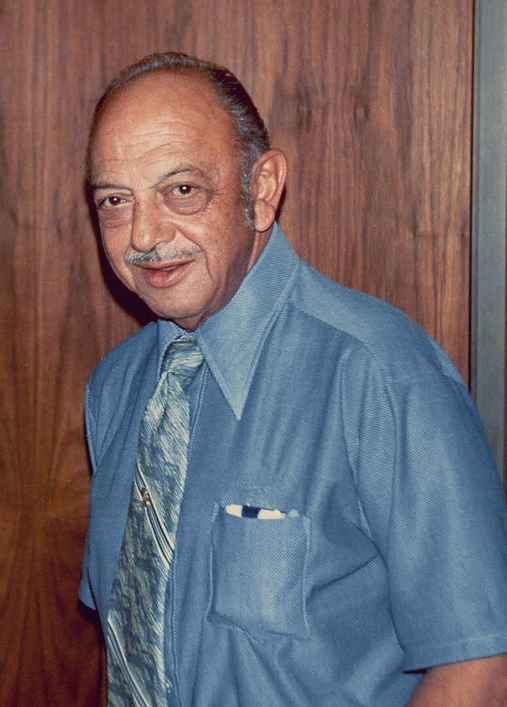
Mel Blanc
10 juli

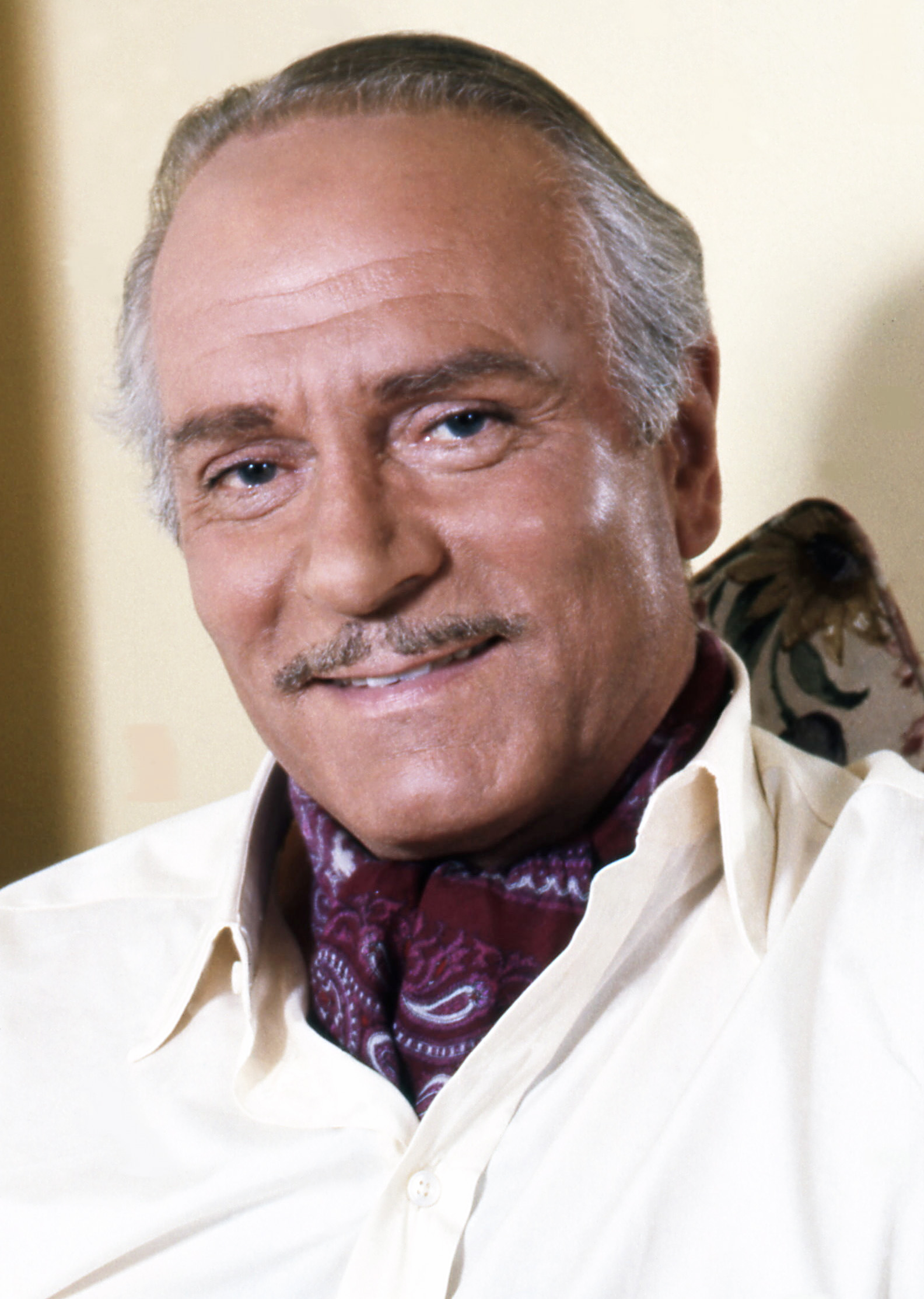
Laurence Olivier
11 juli

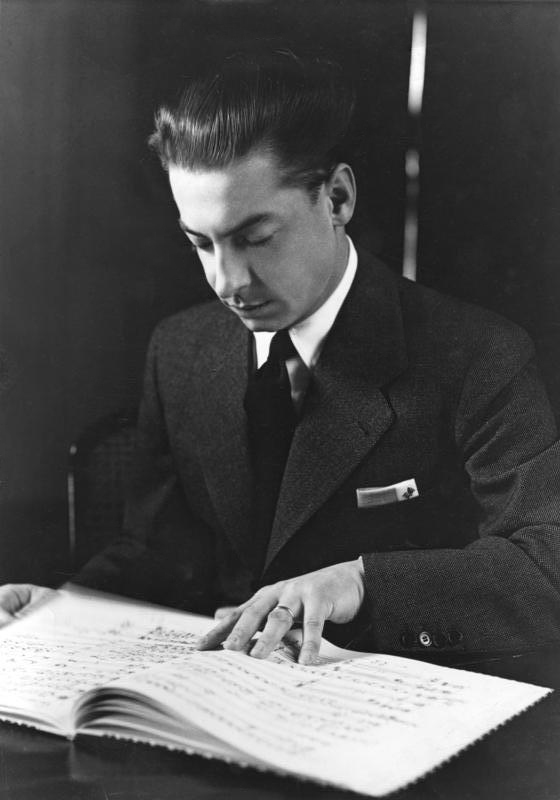
Herbert von Karajan
16 juli

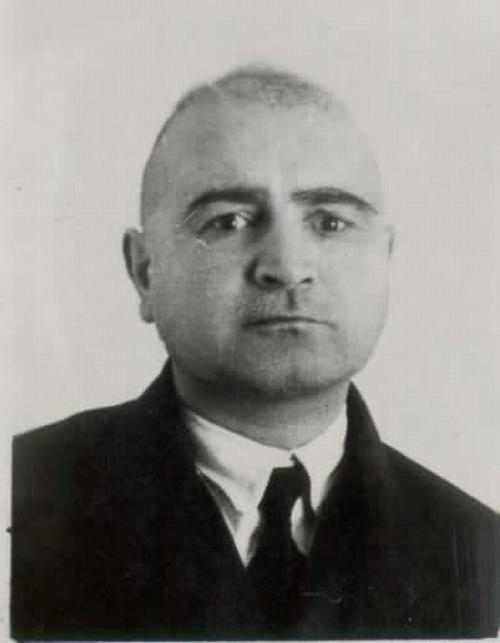
Danilo Lokar
21 juli

| 1 | 2 | 3 | 4 | 5 | 6 | 7 | 8 | 9 | 10 | 11 | 12 | 13 | 14 | 15 | 16 | 17 | 18 | 19 | 20 | 21 | 22 | 23 | 24 | 25 | 26 | 27 | 28 | 29 | 30 | 31 |
| - | - | - | - | - | - | - | - | - | -- | -- | -- | -- | -- | -- | -- | -- | -- | -- | -- | -- | -- | -- | -- | -- | -- | -- | -- | -- | -- | -- |

### 2 juli
- Andrej Gromyko (79), Sovjet-Russisch politicus
- Jean Leguay (79), Frans oorlogsmisdadiger
- Franklin J. Schaffner (69), Amerikaans filmregisseur
- Wilfrid Sellars (77), Amerikaans filosoof

### 3 juli
- Jim Backus (76), Amerikaans acteur

### 4 juli
- Jack Haig (76), Brits acteur
- Franz Richter Herf (68), Oostenrijks componist

### 5 juli
- Jaap Luttge (85), Nederlands kunstschilder

### 6 juli
- Jean Bouise (60), Frans acteur
- János Kádár (77), Hongaarse politicus

### 8 juli
- Willem Carel van den Berg (89), Nederlands militair
- Louis Overbeeke (62), Nederlands voetballer

### 10 juli
- Mel Blanc (81), Amerikaans stemacteur
- Jean-Michel Charlier (64), Belgisch stripauteur

### 11 juli
- Laurence Olivier (82), Brits acteur

### 12 juli
- Rinus van Galen (58), Nederlands pianist
- Wolfgang van Hessen (92), lid Duitse adel
- Sidney Hook (86), Amerikaans filosoof

### 13 juli
- Abdul Rahman Ghassemlou (58), Iraans-Koerdisch politiek leider
- Arnaldo Ochoa (59), Cubaans militair
- Karel Veenendaal (81), Nederlands componist

### 14 juli
- Jos. Bedaux (79), Nederlands architect

### 15 juli
- Will Bradley (77), Amerikaans jazzmusicus en bandleider

### 16 juli
- Nicolás Guillén (87), Cubaans dichter
- Herbert von Karajan (81), Oostenrijks dirigent

### 18 juli
- Dirk Broeder (82), Nederlands schrijver
- Rebecca Schaeffer (21), Amerikaans actrice

### 19 juli
- Kazimierz Sabbat (76), Pools politicus
- Carl-Heinz Schroth (87), Oostenrijks acteur en regisseur

### 20 juli
- José Augusto Brandão (79), Braziliaans voetballer
- Karl van Caloen (99), Belgisch burgemeester

### 21 juli
- Danilo Lokar (97), Sloveens schrijver en arts

### 22 juli
- Martti Talvela (54), Fins operazanger

### 23 juli
- Charlotte van Oostenrijk (68), lid Oostenrijkse adel

### 24 juli
- Leen Korpershoek (85), Nederlands zwemmer
- Ernie Morrison (76), Amerikaans acteur

### 29 juli
- Eugène Rellum (93), Surinaams dichter

### 31 juli
- Pieter Leffertstra (56), Nederlands politicus
- Geronima Pecson (92), Filipijns politica
- Nico Schrier (89), Nederlands kunstenaar en ontwerper

## Augustus

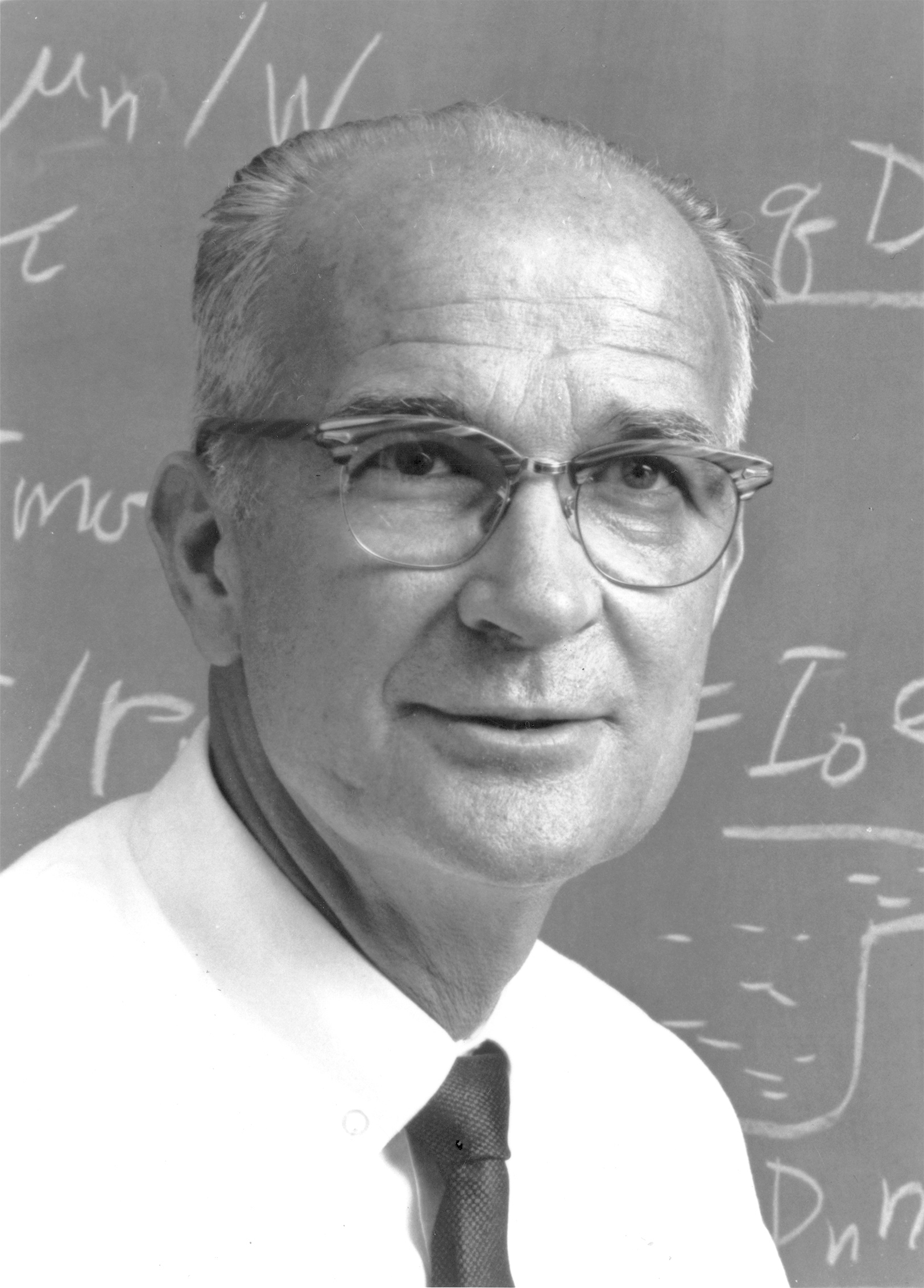
William Shockley
12 augustus

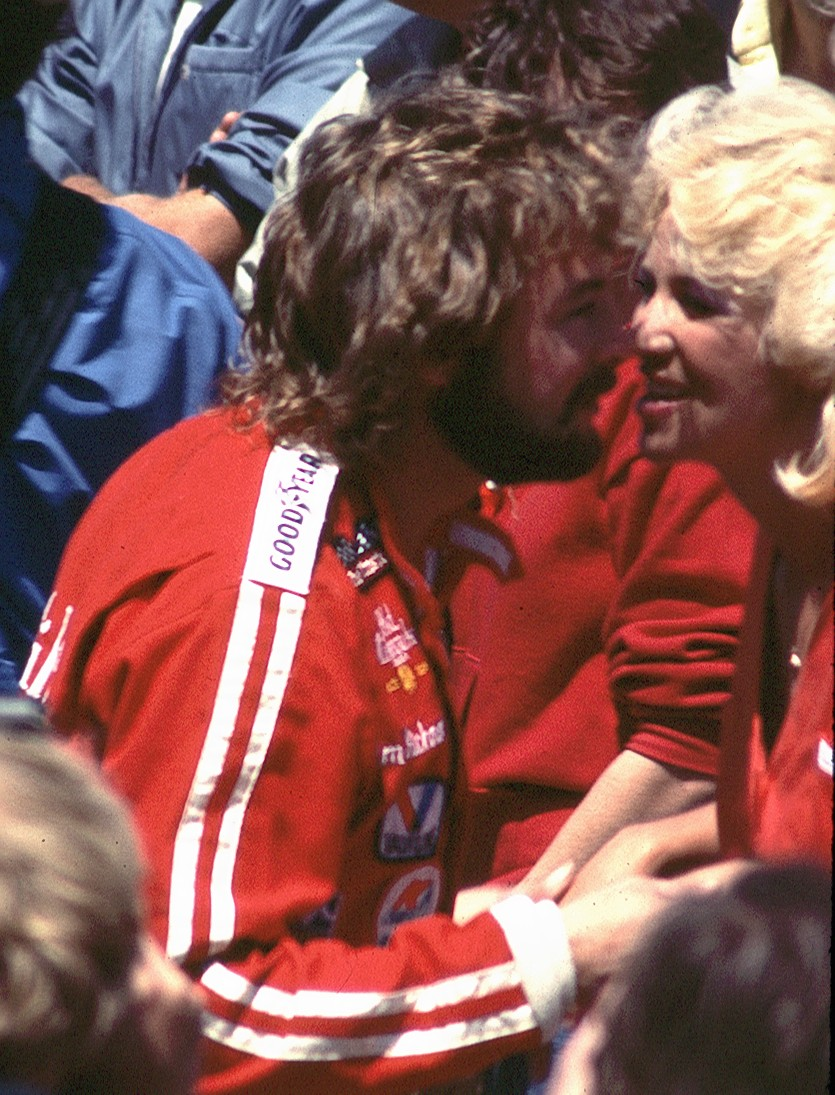
Tim Richmond
13 augustus

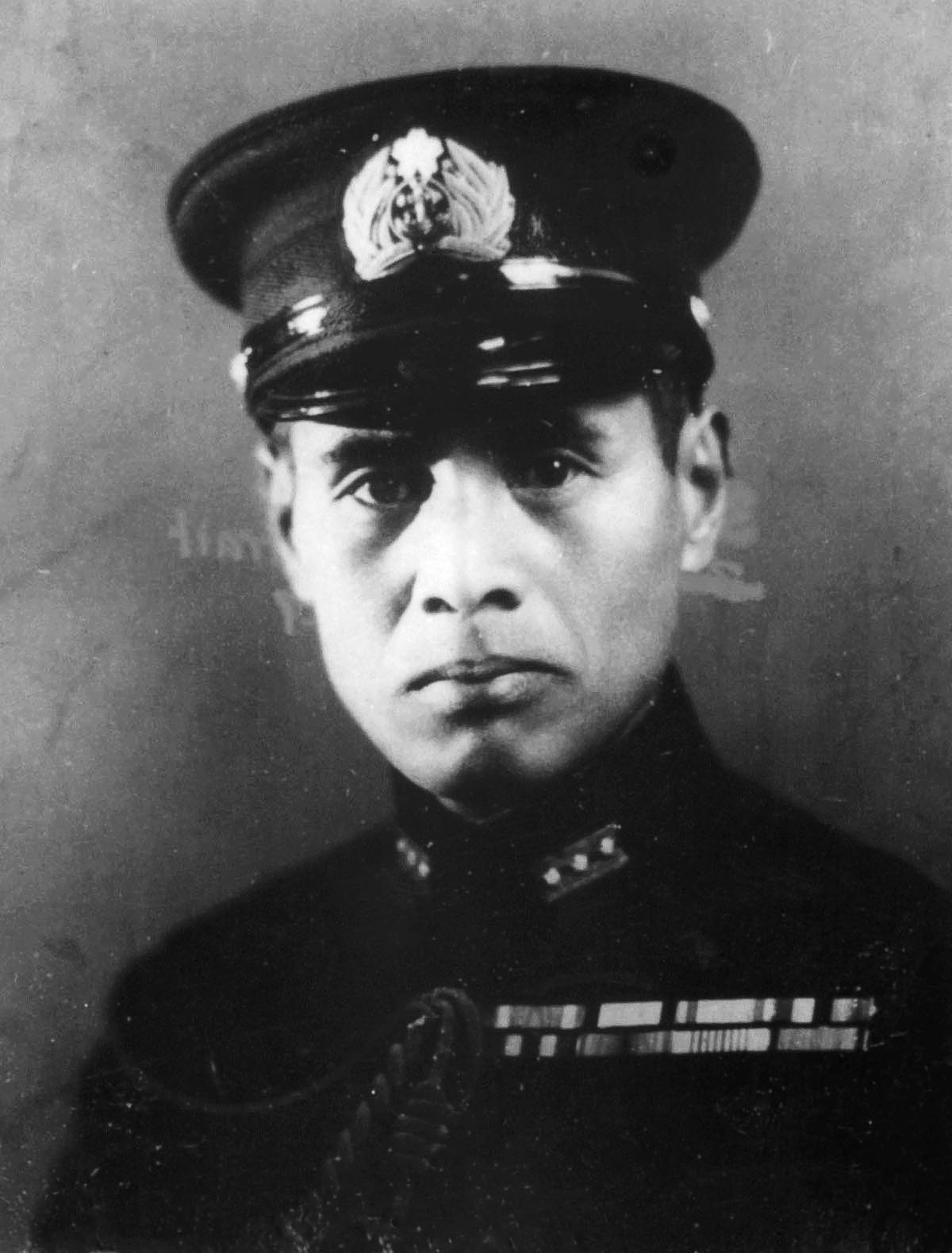
Minoru Genda
15 augustus

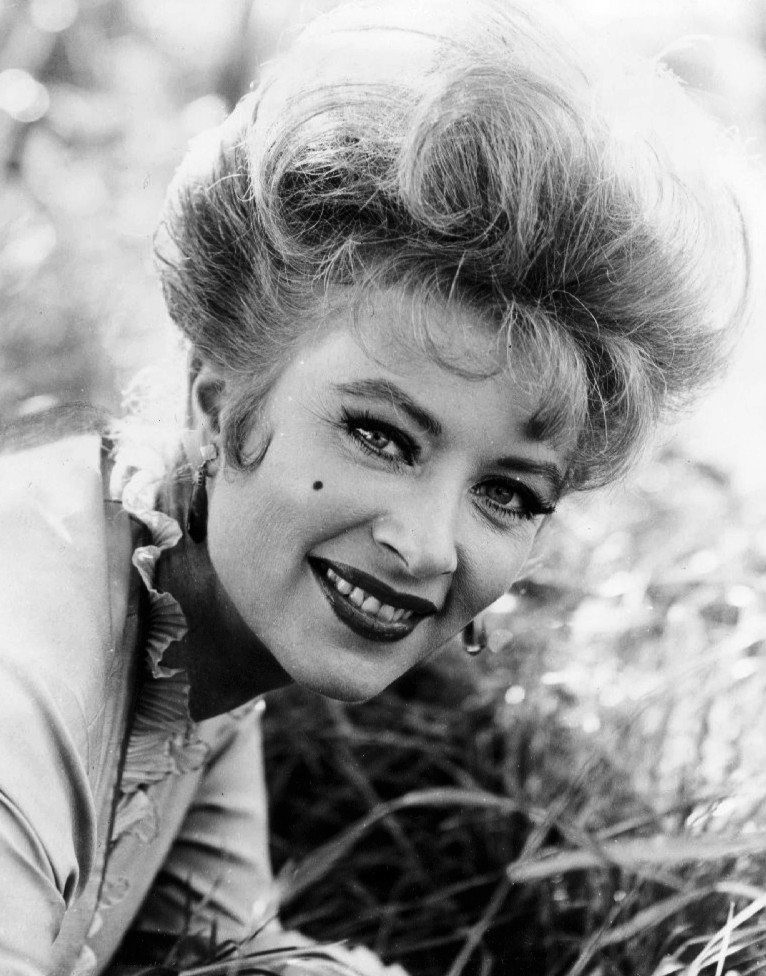
Amanda Blake
16 augustus

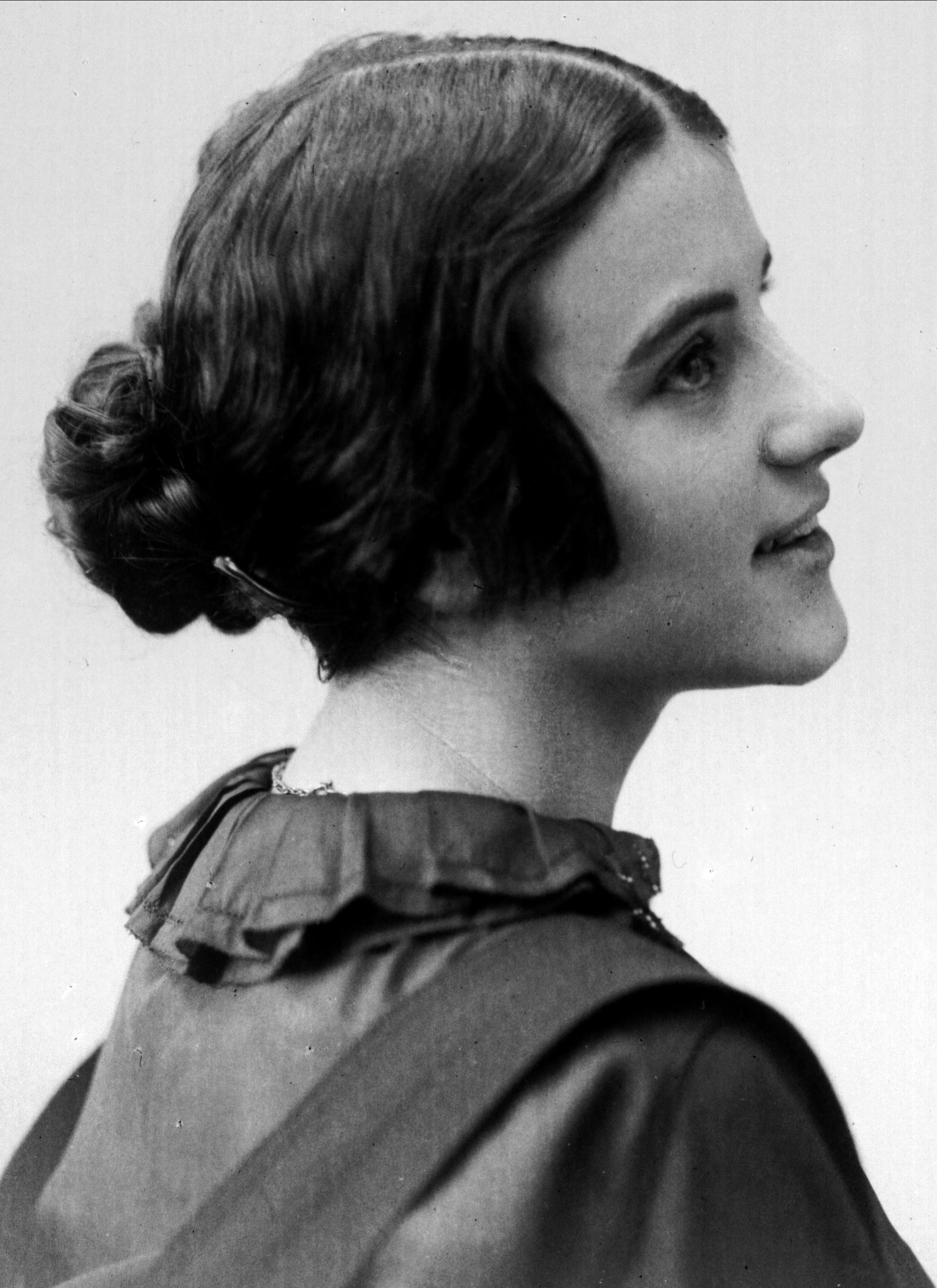
Lillebil Ibsen
22 augustus

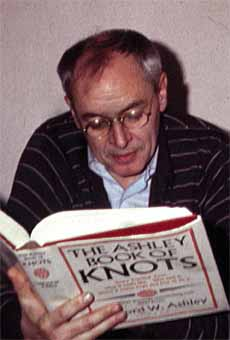
Ronald Laing
23 augustus

| 1 | 2 | 3 | 4 | 5 | 6 | 7 | 8 | 9 | 10 | 11 | 12 | 13 | 14 | 15 | 16 | 17 | 18 | 19 | 20 | 21 | 22 | 23 | 24 | 25 | 26 | 27 | 28 | 29 | 30 | 31 |
| - | - | - | - | - | - | - | - | - | -- | -- | -- | -- | -- | -- | -- | -- | -- | -- | -- | -- | -- | -- | -- | -- | -- | -- | -- | -- | -- | -- |

### 2 augustus
- Luiz Gonzaga (76), Braziliaans zanger en accordeonist

### 3 augustus
- Dominic Behan (60), Iers toneelschrijver en liedjesschrijver

### 4 augustus
- Maurice Colbourne (49), Brits acteur
- Harrie Steegh (55), Nederlands voetballer

### 5 augustus
- Nedly Elstak (58), Nederlands componist

### 7 augustus
- Frans van Hövell tot Westerflier (68), Nederlands burgemeester

### 8 augustus
- Enrico Lorenzetti (78), Italiaans motorcoureur
- Brian Naylor (66), Brits autocoureur

### 9 augustus
- Alfredo Montelibano sr. (83), Filipijns ondernemer en politicus

### 10 augustus
- Eduard Janssens (81), Nederlands burgemeester

### 12 augustus
- William Shockley (79), Brits-Amerikaans natuurkundige

### 13 augustus
- Tim Richmond (34), Amerikaans autocoureur

### 14 augustus
- Bergen (Belgin Sarılmışer), (30), Turkse zangeres

### 15 augustus
- Minoru Genda (84), Japans politicus

### 16 augustus
- Amanda Blake (60), Amerikaans actrice

### 18 augustus
- Frans van den Berg (69), Nederlands kunstschilder
- Luis Carlos Galán (45), Colombiaans politicus
- Yuji Koseki (80), Japans componist
- Imre Németh (71), Hongaars atleet
- Bert Oosterbosch (32), Nederlands wielrenner

### 19 augustus
- Ernst van den Berg (73), Nederlands hockeyspeler
- Lorenzo Natali (66), Italiaans politicus
- Syd van der Vyver (69), Zuid-Afrikaans autocoureur

### 22 augustus
- Robert Grondelaers (56), Belgisch wielrenner
- Lillebil Ibsen (90), Noors actrice en danseres
- Aleksandr Jakovlev (83), Sovjet-Russisch vliegtuigbouwer
- Huey P. Newton (47), Amerikaans activist
- Diana Vreeland (85), Amerikaans modejournalist

### 23 augustus
- Klaas Dorsman (65), Nederlands politicus
- Ronald Laing (61), Brits psychiater

### 25 augustus
- Alfredo Ceschiatti (70), Braziliaans beeldhouwer
- Elmar Daucher (67), Duits beeldhouwer
- Frank Henry (79), Amerikaans ruiter

### 26 augustus
- Raffaello Gambino (61), Italiaans waterpolospeler
- Henk Heidweiller (60), Surinaams politicus

### 27 augustus
- Willem van Maanen (98), Nederlands taalkundige

### 28 augustus
- Gerbert Mutter (67), Duits componist

### 29 augustus
- Peter Scott (79), Brits natuurbeschermer

### 31 augustus
- Alphonse Williame (85), Belgisch politicus

## September

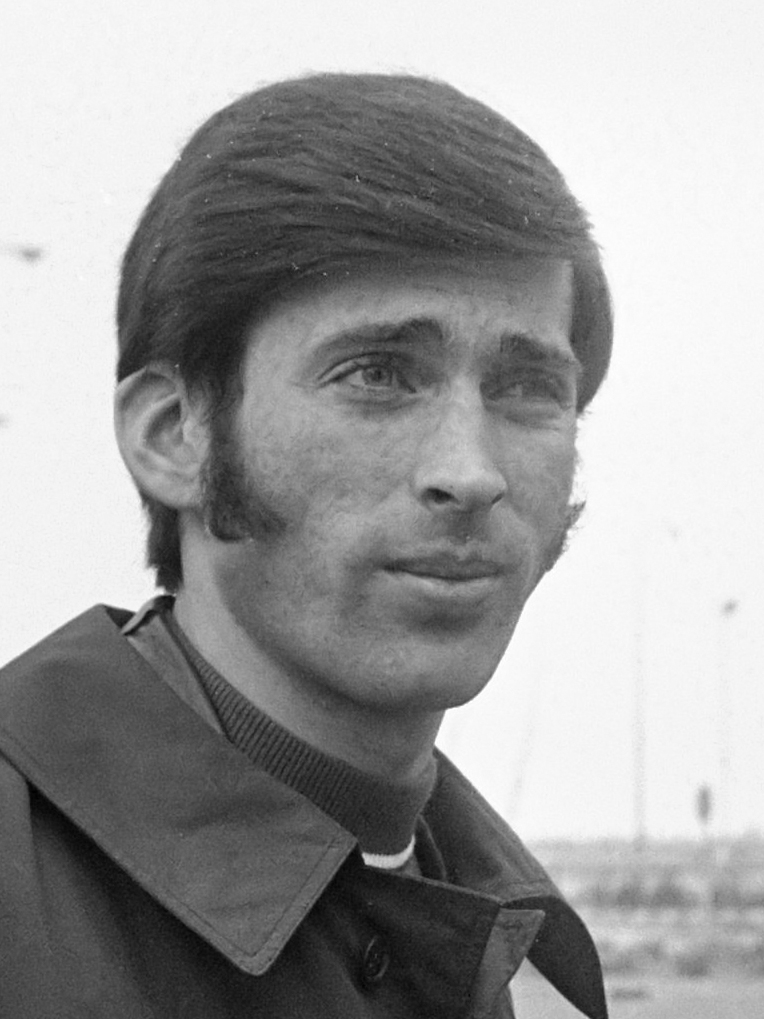
Kazimierz Deyna
1 september

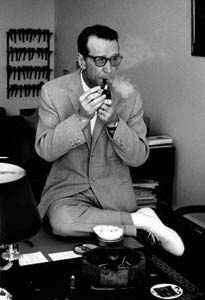
Georges Simenon
4 september

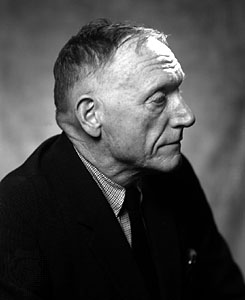
Robert Penn Warren
15 september

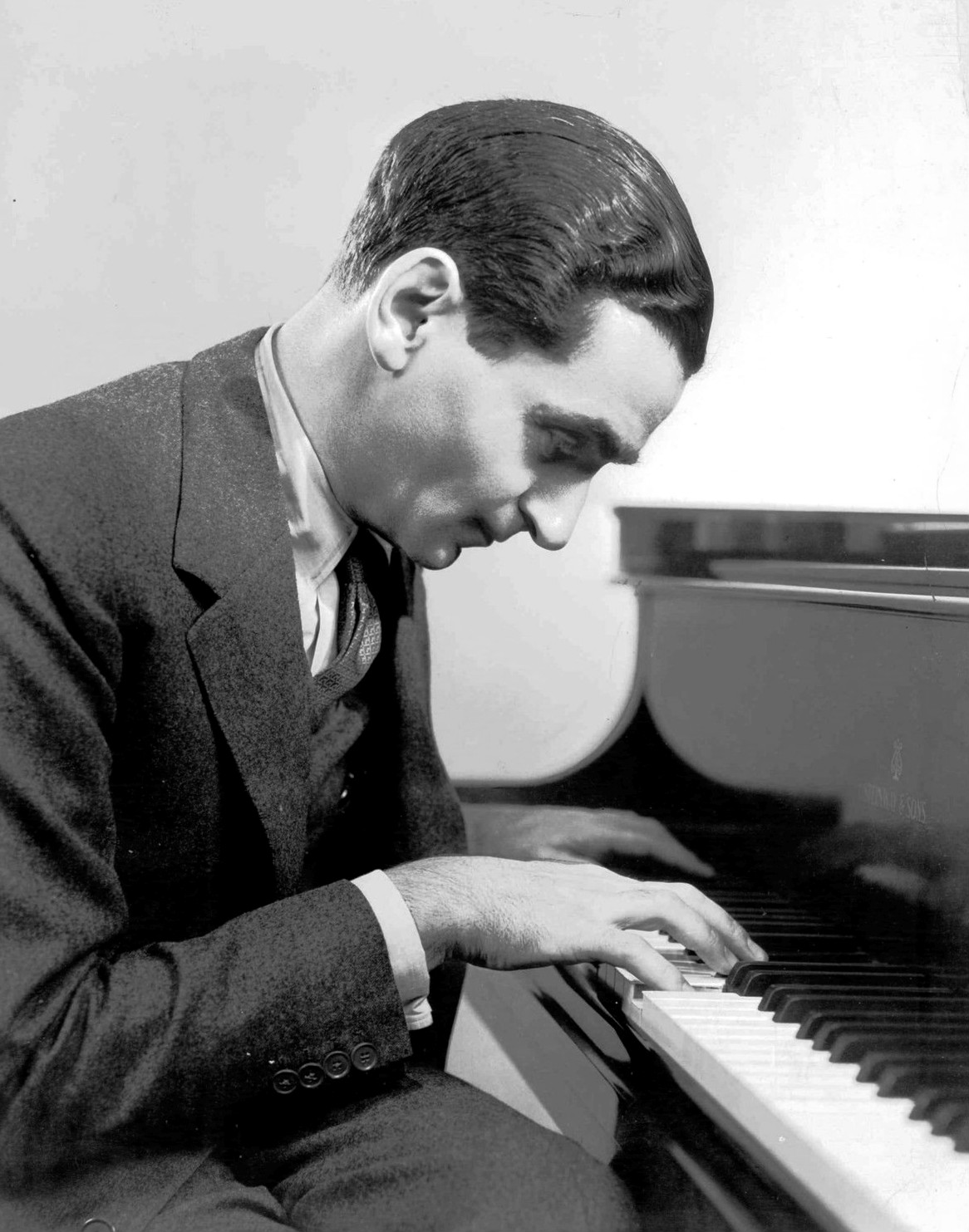
Irving Berlin
22 september

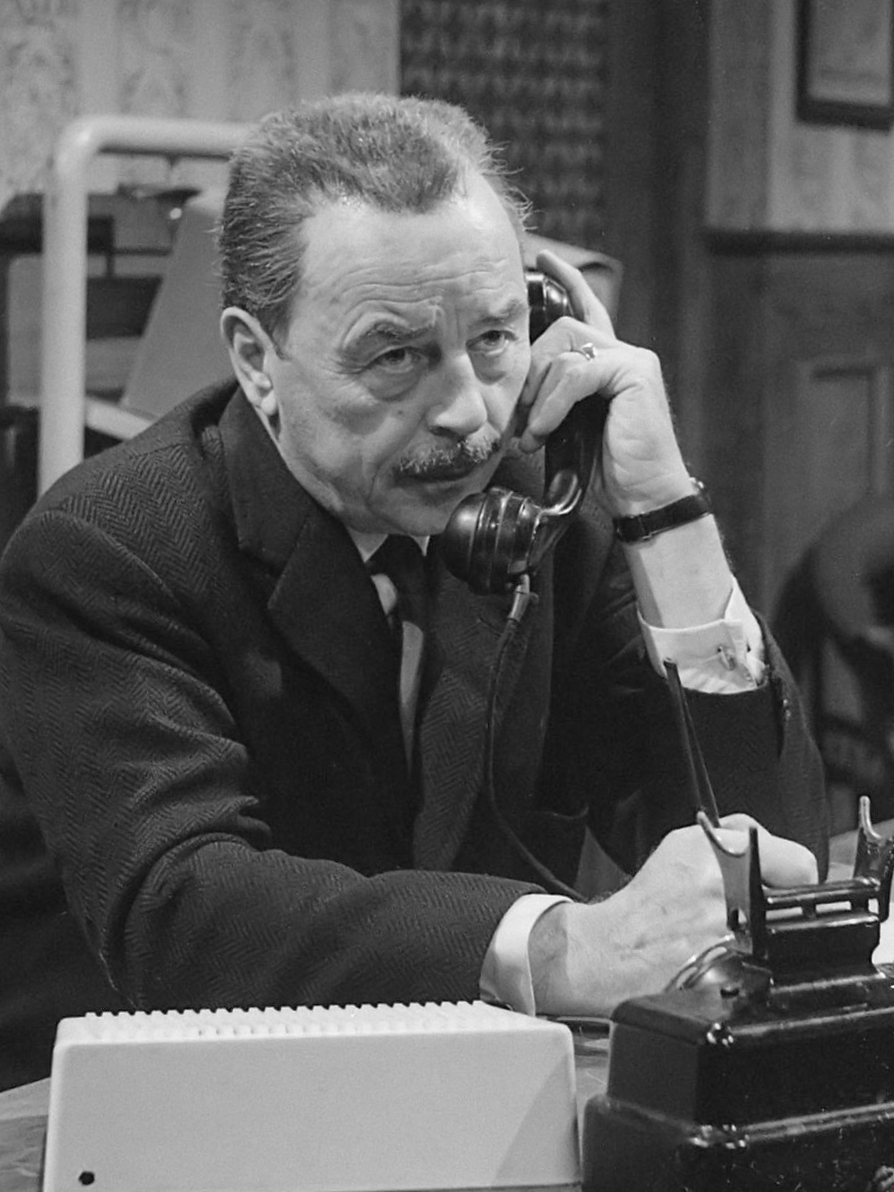
Jan Teulings
22 september

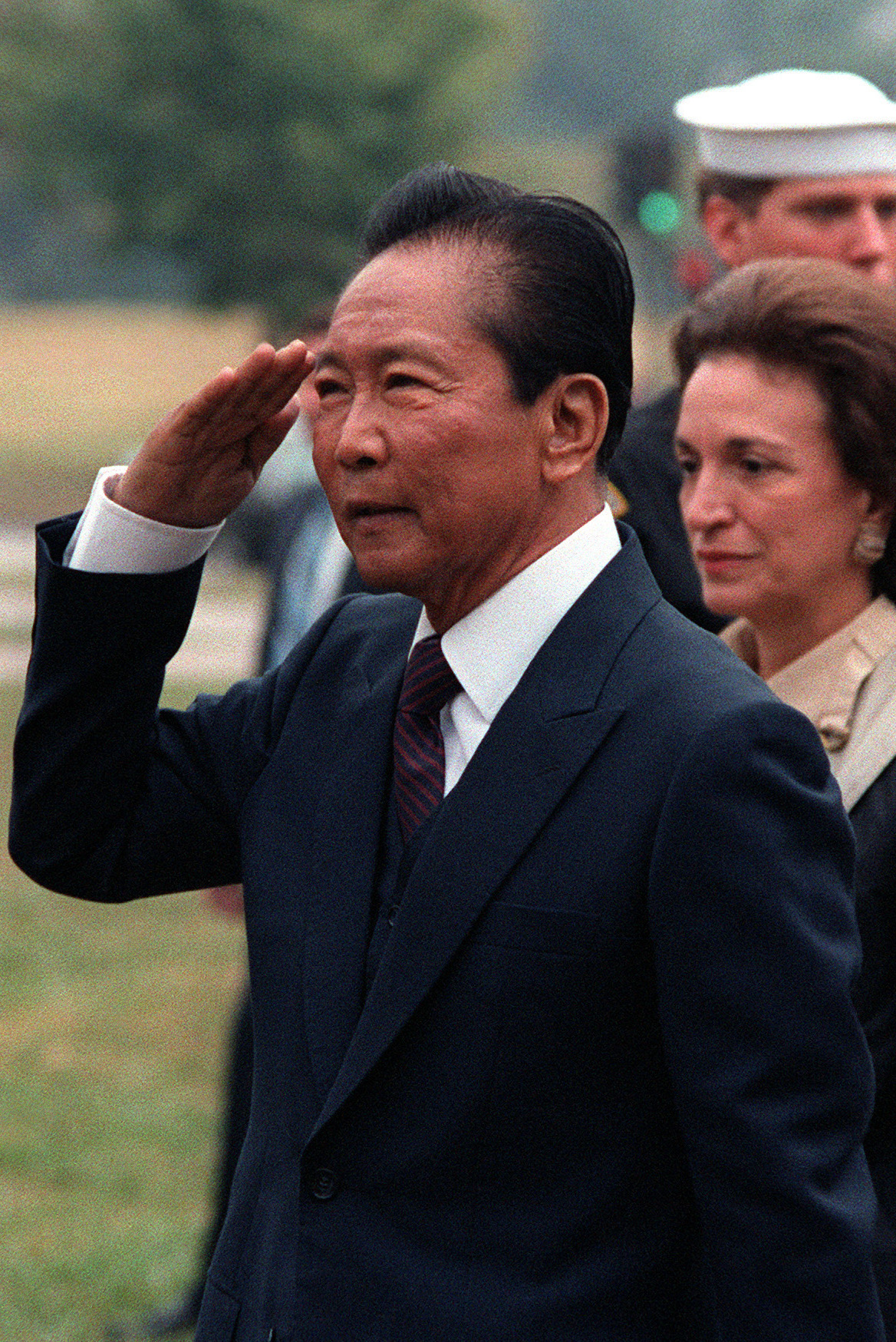
Ferdinand Marcos
28 september

| 1 | 2 | 3 | 4 | 5 | 6 | 7 | 8 | 9 | 10 | 11 | 12 | 13 | 14 | 15 | 16 | 17 | 18 | 19 | 20 | 21 | 22 | 23 | 24 | 25 | 26 | 27 | 28 | 29 | 30 |
| - | - | - | - | - | - | - | - | - | -- | -- | -- | -- | -- | -- | -- | -- | -- | -- | -- | -- | -- | -- | -- | -- | -- | -- | -- | -- | -- |

### 1 september
- Kazimierz Deyna (41), Pools voetballer
- Willem van Nieuwenhoven jr. (76), Nederlands kunstschilder

### 2 september
- Anton Peters (65), Belgisch acteur en regisseur

### 3 september
- Gaetano Scirea (36), Italiaans voetballer

### 4 september
- Georges Simenon (86), Belgisch schrijver
- Ronald Syme (86), Brits historicus

### 5 september
- Victor Nieuwborg (84), Belgisch politicus
- Riet Wieland Los (66), Nederlands actrice

### 6 september
- Albert Louis Courtial (62), Nederlands circusartiest

### 7 september
- Valeri Goborov (23), Sovjet-Russisch basketbalspeler

### 8 september
- Vincent Badie (87), Frans politicus
- Gustave Bouve (87), Belgisch geestelijke

### 9 september
- Maurits Aronson (85), Nederlands reclameontwerper

### 13 september
- Gilles Andriamahazo (70), president van Madagaskar
- Bart Funk (72), Nederlands burgemeester
- Géza Frid (85), Nederlands componist

### 14 september
- Elisabeth Gottschalk (77), Nederlands geograaf
- Rie van Soest-Jansbeken (68), Nederlands politica

### 15 september
- Robert Penn Warren (84), Amerikaans schrijver
- Margit Thyssen (78), lid Duitse adel

### 16 september
- Anatoli Slivko (50), Russisch moordenaar

### 18 september
- Corinne Franzén-Heslenfeld (86), Nederlands beeldhouwster

### 19 september
- Franz Fischer (87), Duits oorlogsmisdadiger
- Guido de Moor (62), Nederlands acteur

### 20 september
- Richie Ginther (59), Amerikaans autocoureur
- Walter Skolaude (65), Oostenrijks componist

### 22 september
- Irving Berlin (101), Amerikaans componist en liedjesschrijver
- Jan Teulings (84), Nederlands acteur

### 25 september
- George Tichenor (69), Amerikaans autocoureur

### 28 september
- Ferdinand Marcos (72), president van de Filipijnen

### 29 september
- Gunnar Wiklund (54), Zweeds zanger

### 30 september
- Nel Klaassen (82), Nederlands beeldhouwster
- Ludwig Schuberth (78), Oostenrijks handbalspeler
- Virgil Thomson (92), Amerikaans componist

## Oktober

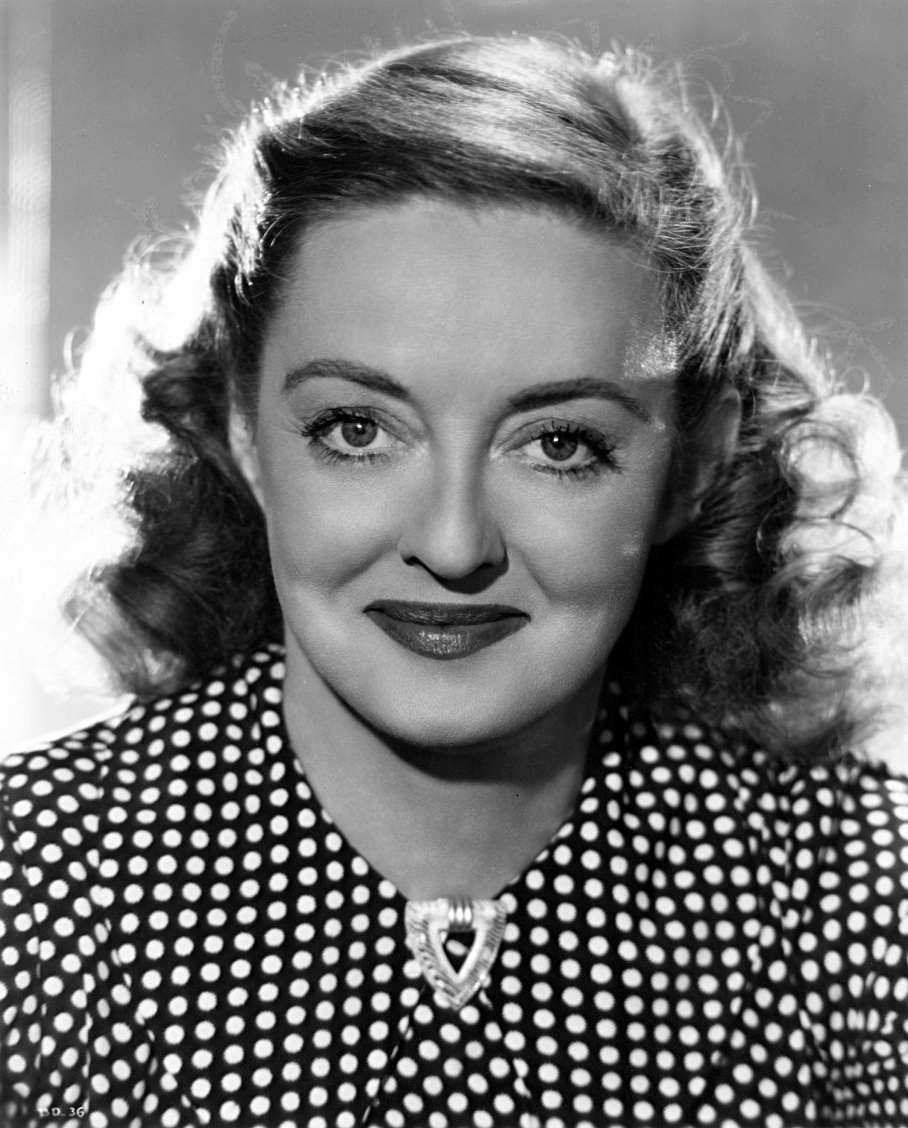
Bette Davis
6 oktober

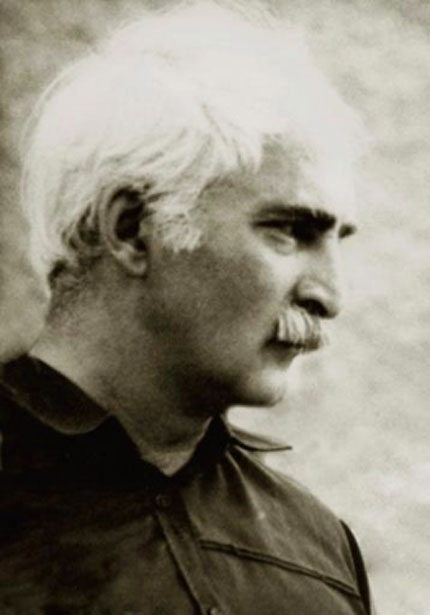
Merab Kostava
13 oktober

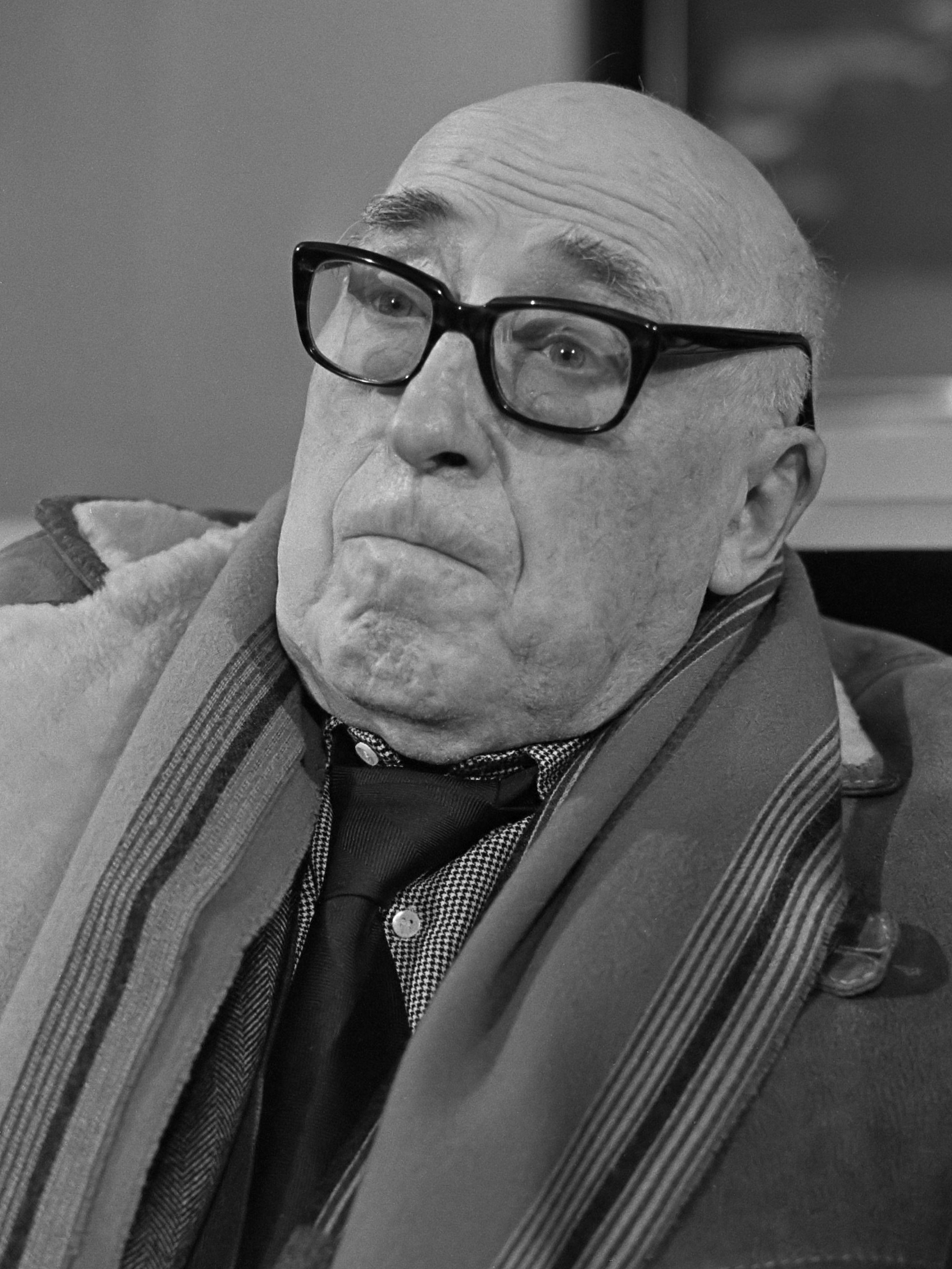
Cesare Zavattini
13 oktober

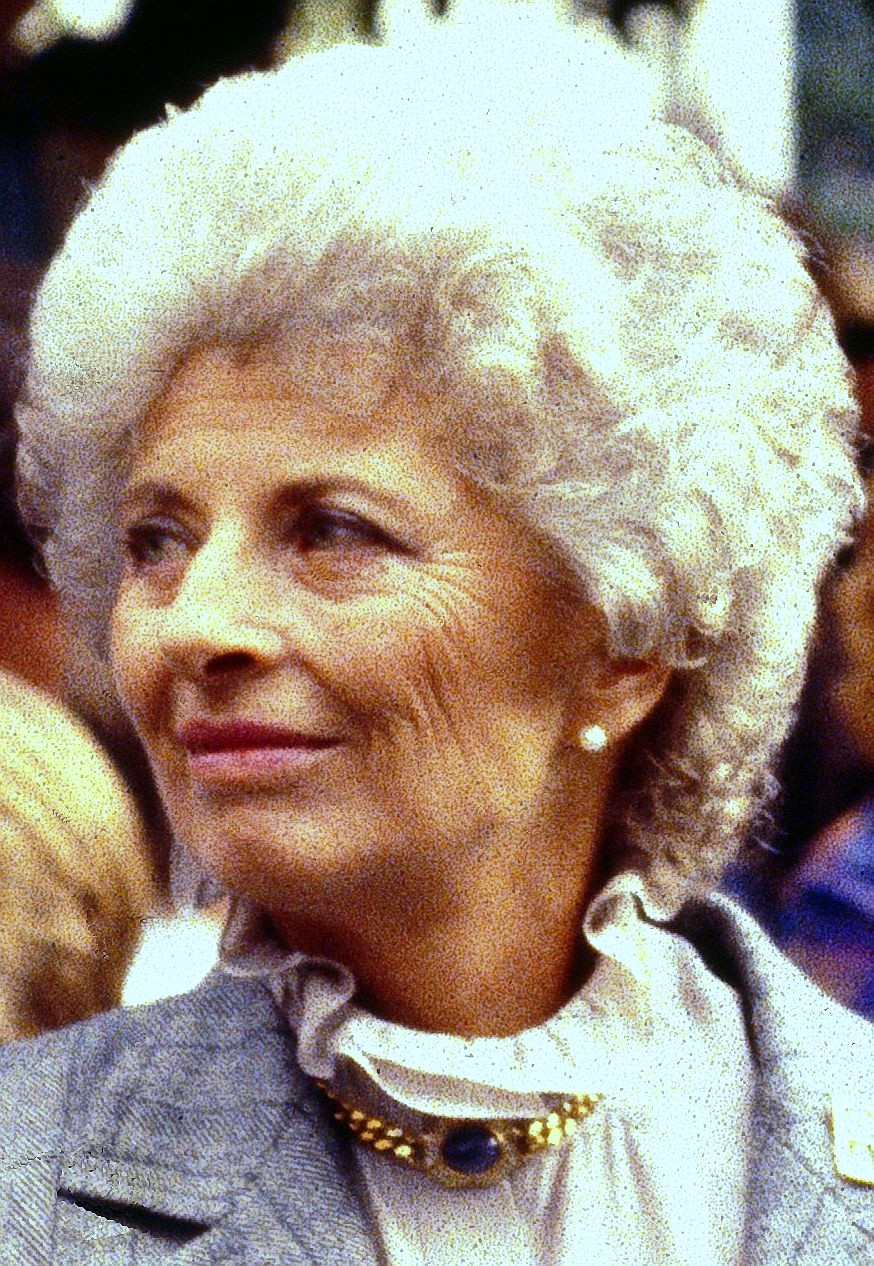
Georgina von Wilczek
18 oktober

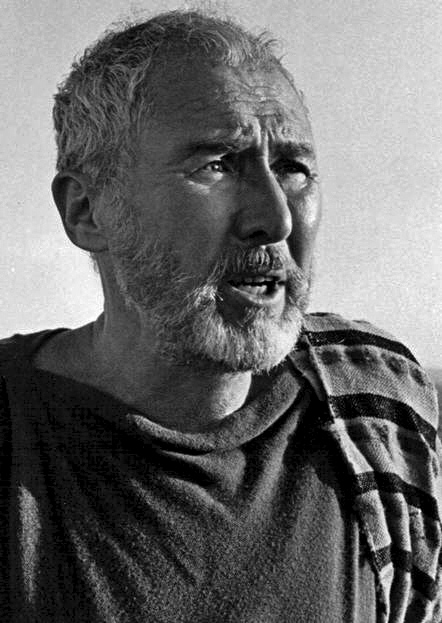
Anthony Quayle
20 oktober

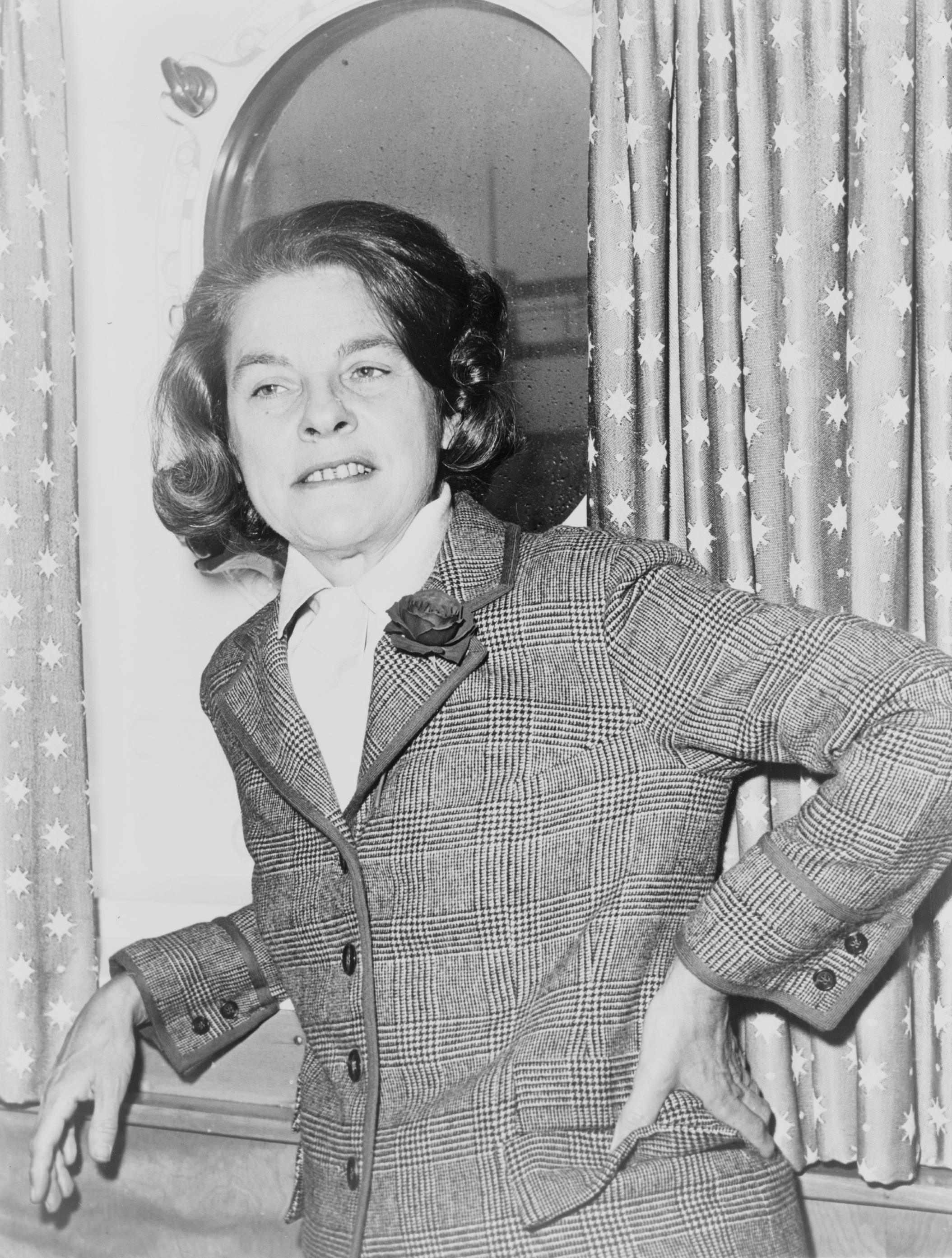
Mary McCarthy
25 oktober

| 1 | 2 | 3 | 4 | 5 | 6 | 7 | 8 | 9 | 10 | 11 | 12 | 13 | 14 | 15 | 16 | 17 | 18 | 19 | 20 | 21 | 22 | 23 | 24 | 25 | 26 | 27 | 28 | 29 | 30 | 31 |
| - | - | - | - | - | - | - | - | - | -- | -- | -- | -- | -- | -- | -- | -- | -- | -- | -- | -- | -- | -- | -- | -- | -- | -- | -- | -- | -- | -- |

### 1 oktober
- Johannes Gerardus Willem Frederik Bik (83), Nederlands historicus
- Manuel Clouthier (55), Mexicaans politicus

### 2 oktober
- Cousin Joe (81), Amerikaans blues- en jazzzanger
- Leon Vuylsteke (83), Belgisch burgemeester

### 3 oktober
- Dennis McGee (96), Amerikaans violist en accordeonist
- Yvonne Sylvain (82), Haïtiaans arts

### 4 oktober
- Graham Chapman (48), Brits acteur en schrijver

### 5 oktober
- Johannes Gerardus Maria van Nass (77), Nederlands militair leider

### 6 oktober
- Bette Davis (81), Amerikaans actrice
- Paul Henry (77), Belgisch voetballer
- Robert Poulet (96), Belgisch journalist, schrijver en collaborateur

### 8 oktober
- Edward Woods (86), Amerikaans acteur en filmproducent

### 11 oktober
- Marion King Hubbert (86), Amerikaans geofysicus

### 12 oktober
- Franco Luambo Makiadi (51), Congolees musicus

### 13 oktober
- Fred Agabashian (76), Amerikaans autocoureur
- Merab Kostava (50), Georgisch dissident, musicus en dichter
- Cesare Zavattini (87), Italiaans scenarioschrijver

### 14 oktober
- André de Laat (81), Nederlandse pianist, accordeonist en componist

### 15 oktober
- Jolle de Jong (82), Nederlands schaatser
- Danilo Kiš (54), Joegoslavisch schrijver en dichter
- Edward Parker (85), Amerikaans militair

### 16 oktober
- Cornel Wilde (74), Amerikaans acteur

### 17 oktober
- Daniel Stuyvenberg (80), Nederlands bisschop

### 18 oktober
- Abel Dubois (68), Belgisch politicus
- Georgina von Wilczek (67), vorstin van Liechtenstein

### 19 oktober
- Henrik Lyssand (77), Noors componist

### 20 oktober
- Anthony Quayle (76), Brits acteur en regisseur
- Jan Stender (83), Nederlands zwemcoach

### 22 oktober
- Ewan MacColl (74), Brits folkzanger en liedjesschrijver

### 23 oktober
- John Krance (55), Amerikaans componist

### 24 oktober
- Jerzy Kukuczka (41), Pools bergbeklimmer
- Frans Zwollo jr. (93), Nederlands edelsmid

### 25 oktober
- Mary McCarthy (77), Amerikaans schrijfster, criticus en activiste
- Gerard Walschap (91), Belgisch schrijver

### 26 oktober
- Charles J. Pedersen (85), Amerikaans scheikundige
- Anders Rydberg (86), Zweeds voetballer

### 27 oktober
- Sándor Szomori (78), Hongaars handbalspeler

### 28 oktober
- Darel Dieringer (63), Amerikaans autocoureur
- Gerard Ubbink (89), Nederlands theoloog en publicist

## November

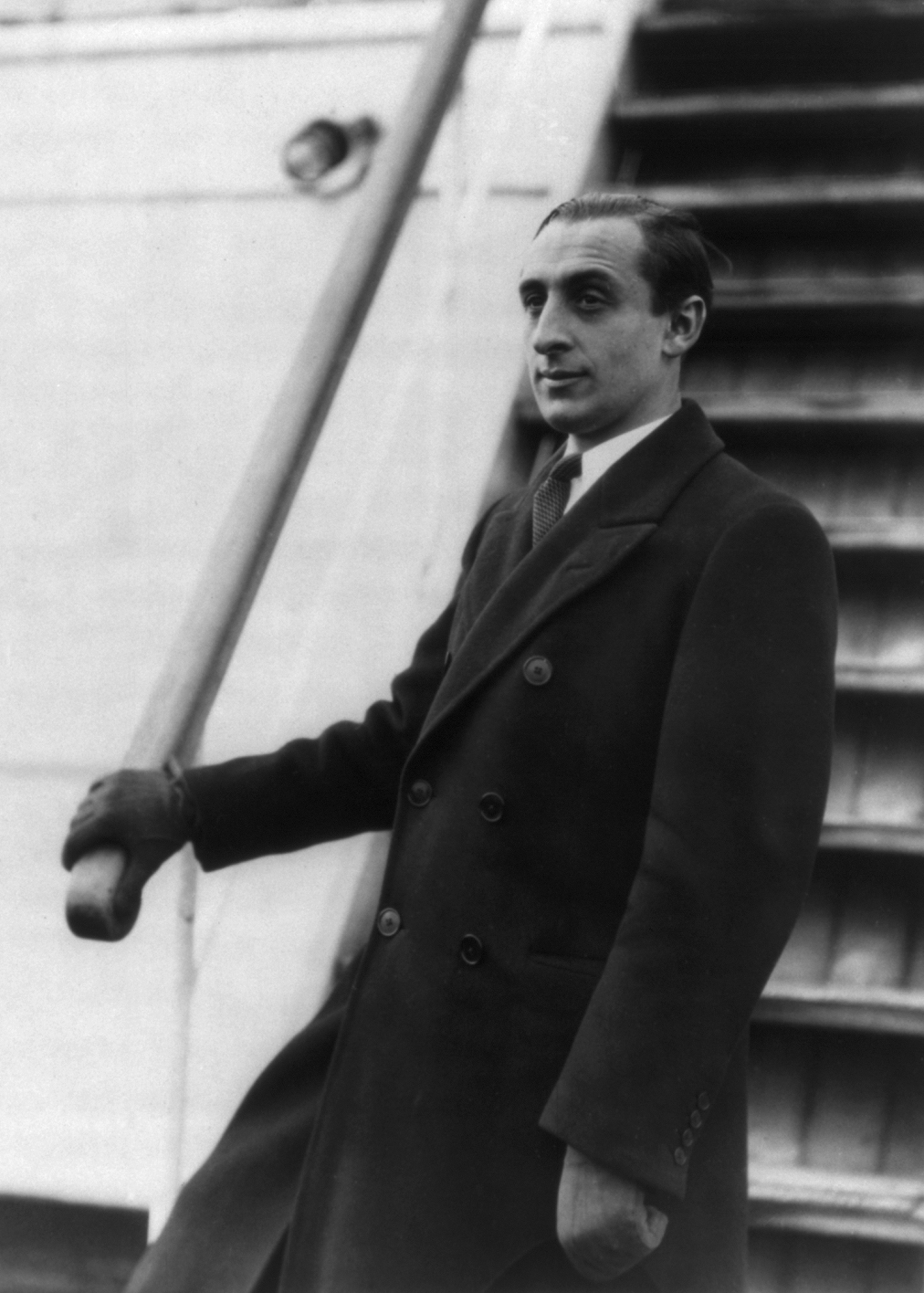
Vladimir Horowitz
5 november

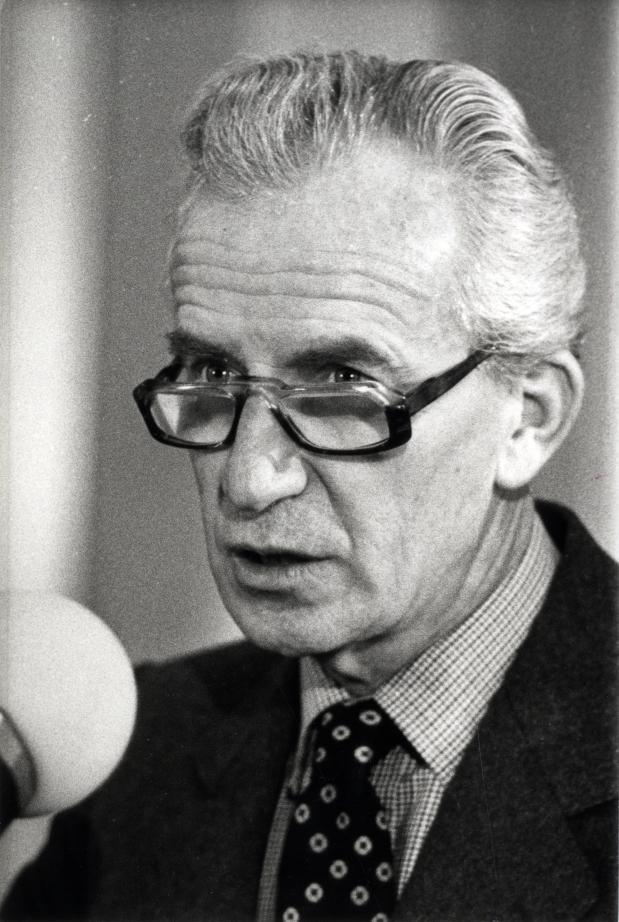
André Kloos
9 november

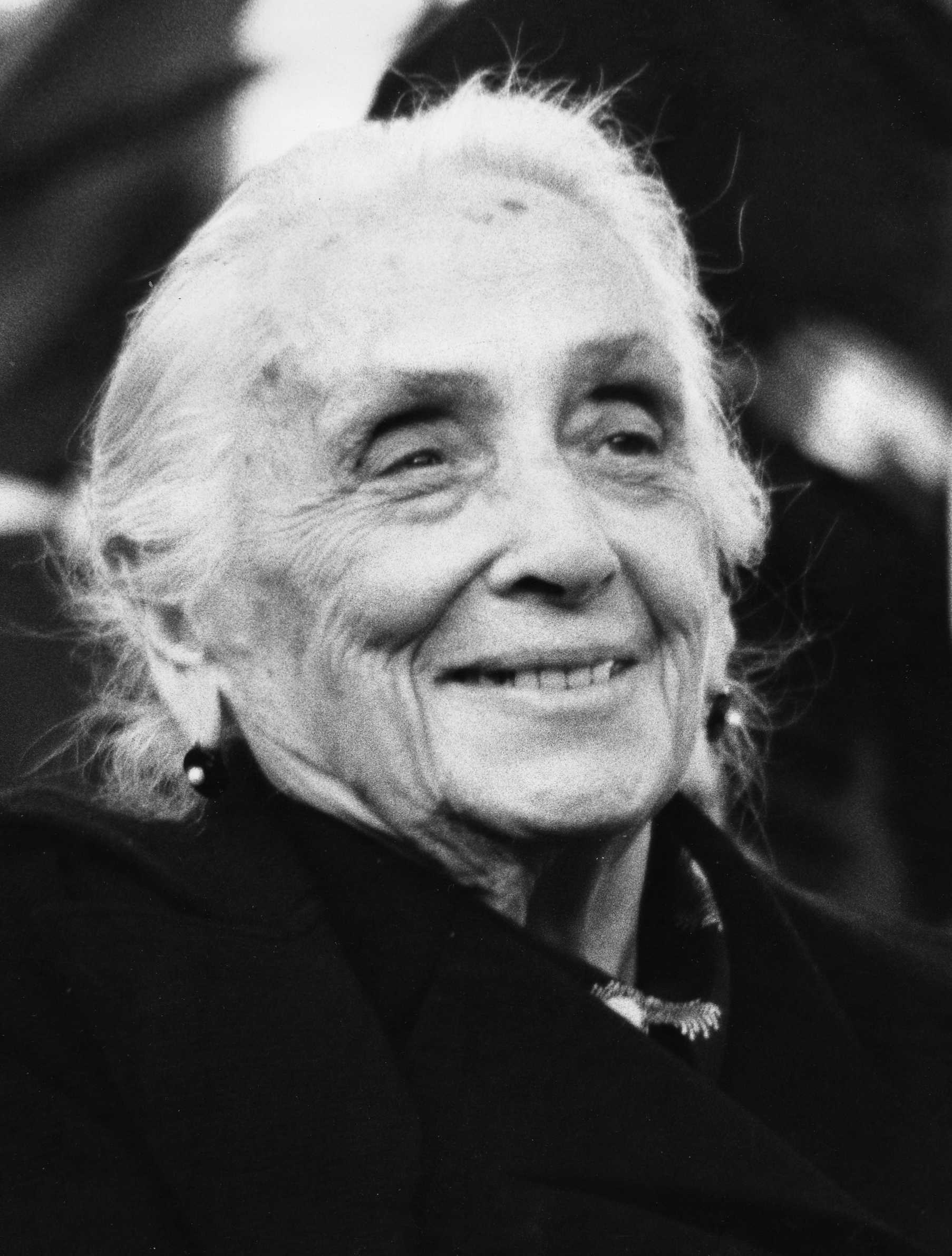
Dolores Ibárruri Gómez
12 november

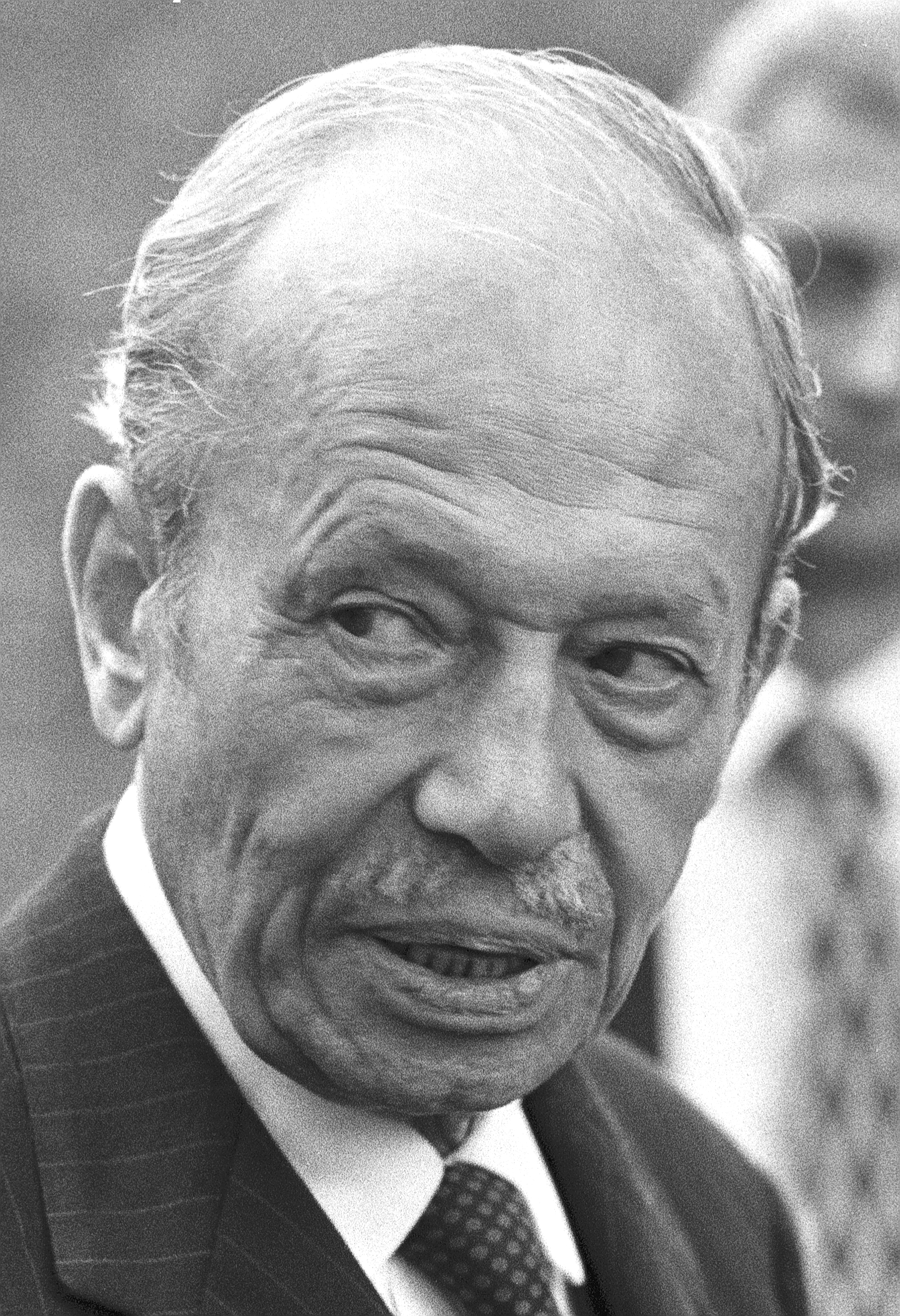
Frans Jozef II
13 november

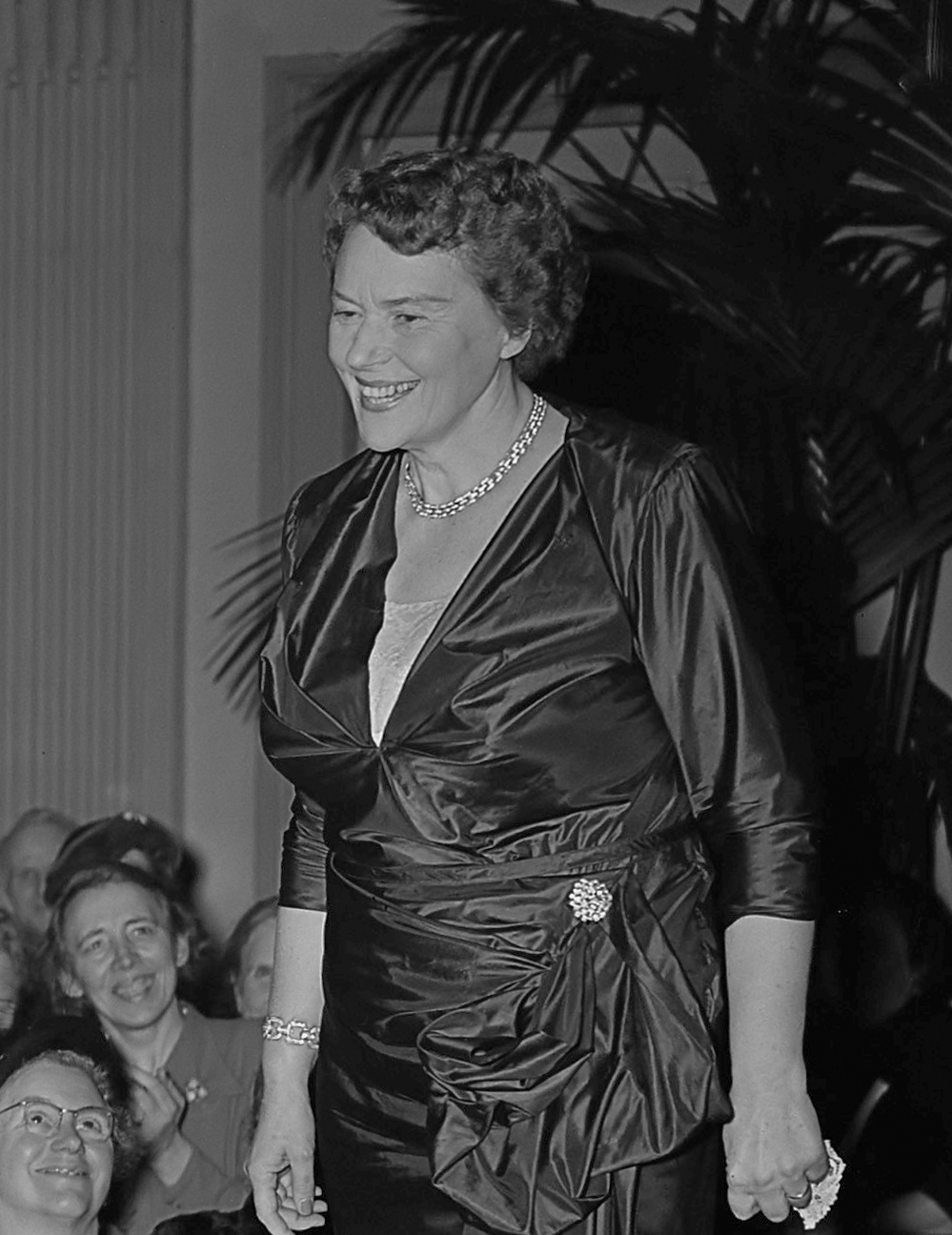
Jo Vincent
28 november

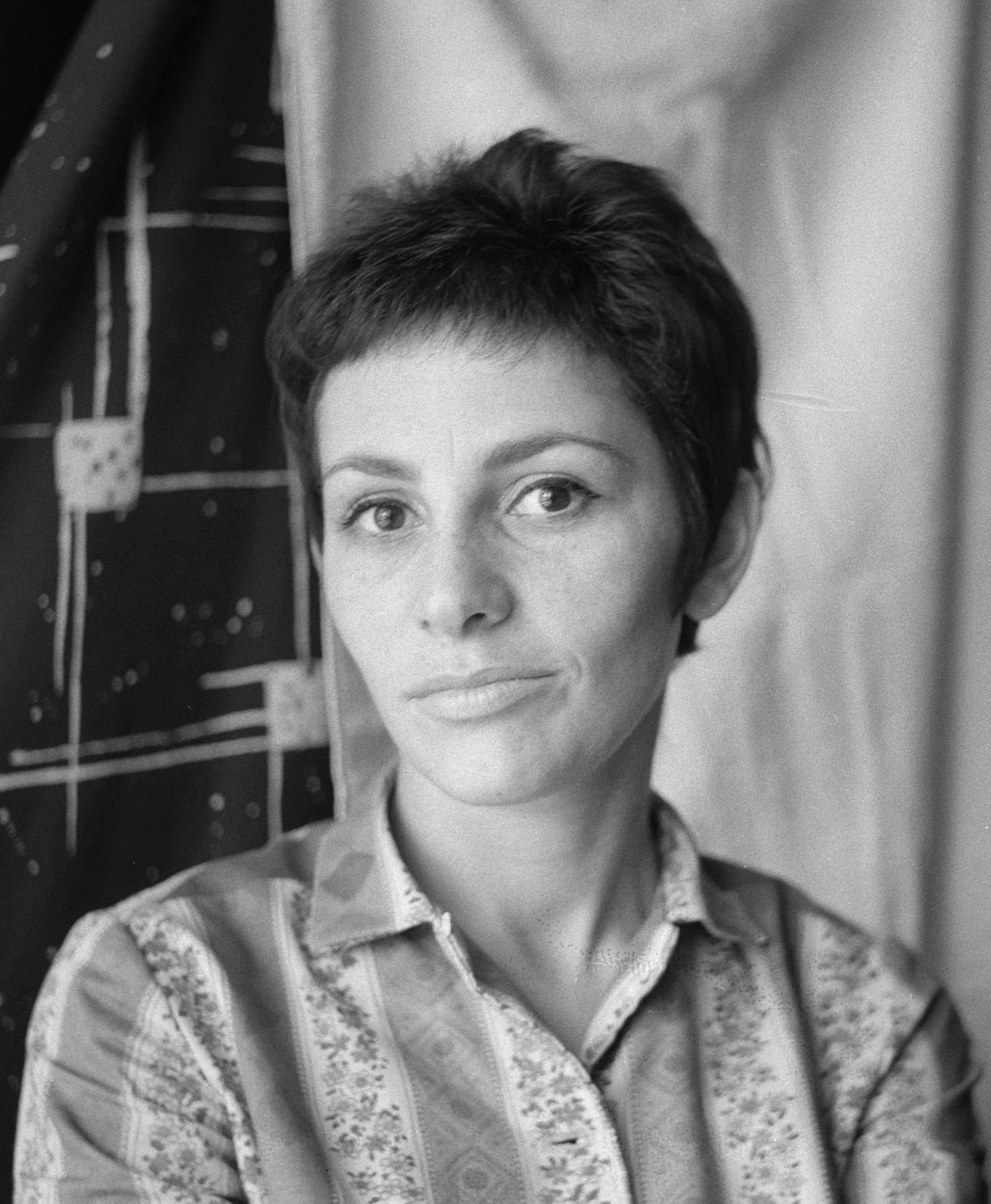
Ann Burton
29 november

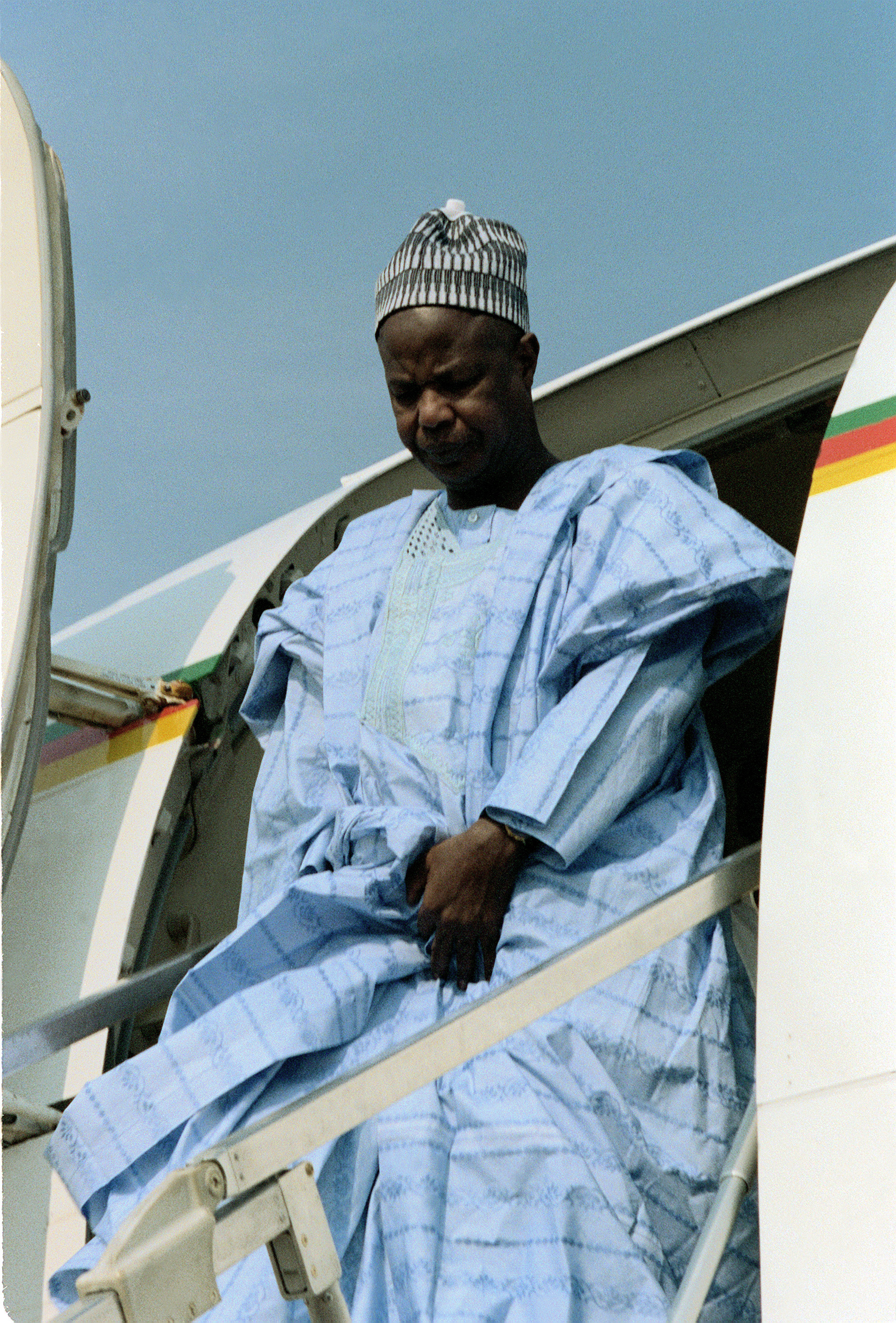
Ahmadou Babatoura Ahidjo
30 november

| 1 | 2 | 3 | 4 | 5 | 6 | 7 | 8 | 9 | 10 | 11 | 12 | 13 | 14 | 15 | 16 | 17 | 18 | 19 | 20 | 21 | 22 | 23 | 24 | 25 | 26 | 27 | 28 | 29 | 30 |
| - | - | - | - | - | - | - | - | - | -- | -- | -- | -- | -- | -- | -- | -- | -- | -- | -- | -- | -- | -- | -- | -- | -- | -- | -- | -- | -- |

### 1 november
- Max Streib (76), Zwitsers handbalspeler

### 2 november
- Clement Tervalon (73), Amerikaans trombonist en bassist

### 4 november
- Bohumil Váňa (69), Tsjecho-Slowaaks tafeltennisser

### 5 november
- Vladimir Horowitz (86), Russisch-Amerikaans pianist
- Theodorus Adrianus Willem Ruys (85), Nederlands ondernemer en verzetsstrijder
- Lu Watters (77), Amerikaans trompettist en bandleider

### 6 november
- Yusaku Matsuda (40), Japans acteur

### 8 november
- Mary Agnes Yerkes (103), Amerikaans kunstschilder

### 9 november
- André Kloos (67), Nederlands vakbondsbestuurder en omroepvoorzitter
- Leen Vente (78), Nederlands voetballer

### 10 november
- William Bruynincx (77), Belgisch burgemeester
- Willem de Kwaadsteniet (61), Nederlands politicus
- Han Rensenbrink (61), Nederlands publicist en tv-presentator

### 12 november
- Han Diekmann (93), Nederlands homoactivist
- Dolores Ibárruri Gómez (93), Spaans politica
- Sourou Migan Apithy (76), president van Benin

### 13 november
- Frans Jozef II van Liechtenstein (83), vorst van Liechtenstein
- Koen Verhoeff (60), Nederlands sportverslaggever

### 14 november
- Wild Bill Davison (83), Amerikaans jazzcornettist

### 15 november
- Paul Meijer (74), Nederlands acteur

### 17 november
- Ralph D. Mutchler (59), Amerikaans componist

### 18 november
- Albert Bockstael (91), Belgisch kunstschilder
- Johnny Haymer (69), Amerikaans acteur
- Hendrik de Vries (93), Nederlands dichter en kunstschilder

### 20 november
- Sighsten Herrgård (46), Zweeds modeontwerper
- Leonardo Sciascia (68), Italiaans schrijver en politicus

### 22 november
- Liane Saalborn (66), Nederlands actrice

### 23 november
- Sidney Janis (93), Amerikaans kunstverzamelaar
- Guus Weitzel (85), Nederlands radio-omroeper en -verslaggever

### 24 november
- Abdullah Yusuf Azzam (48), Palestijns militant leider
- Benny Ooft (48), Surinaams journalist, cineast en schrijver

### 25 november
- Charles Boeree (90), Nederlands voetbalscheidsrechter

### 27 november
- Carlos Arias Navarro (80), Spaans politicus
- Claudio Teehankee sr. (71), Filipijns rechter

### 28 november
- Ernesto Civardi (83), Italiaans kardinaal
- Jo Vincent (91), Nederlands sopraanzangeres

### 29 november
- Ann Burton (56), Nederlands jazzzangeres

### 30 november
- Ahmadou Babatoura Ahidjo (65), president van Kameroen
- August Blumensaat (78), Duits atleet
- Alfred Herrhausen (59), Duits bankier

## December

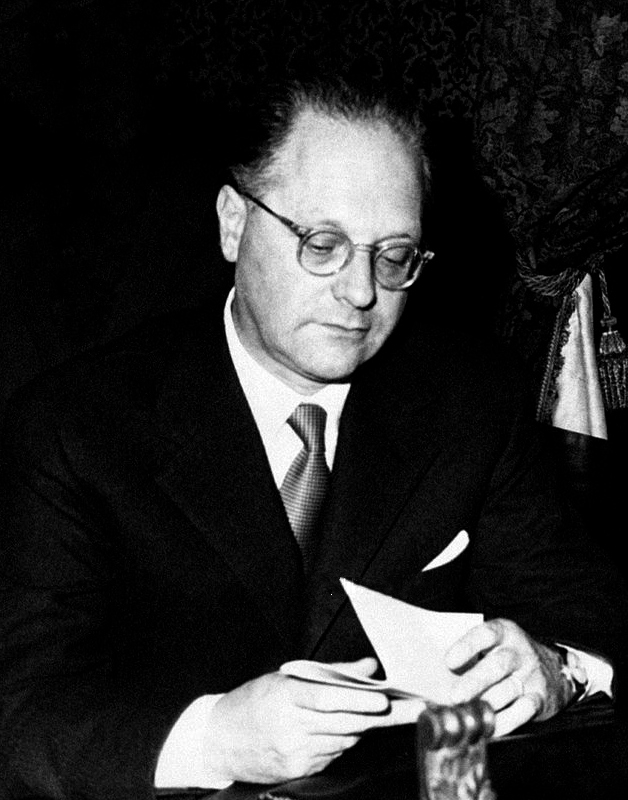
Edoardo Amaldi
4 december

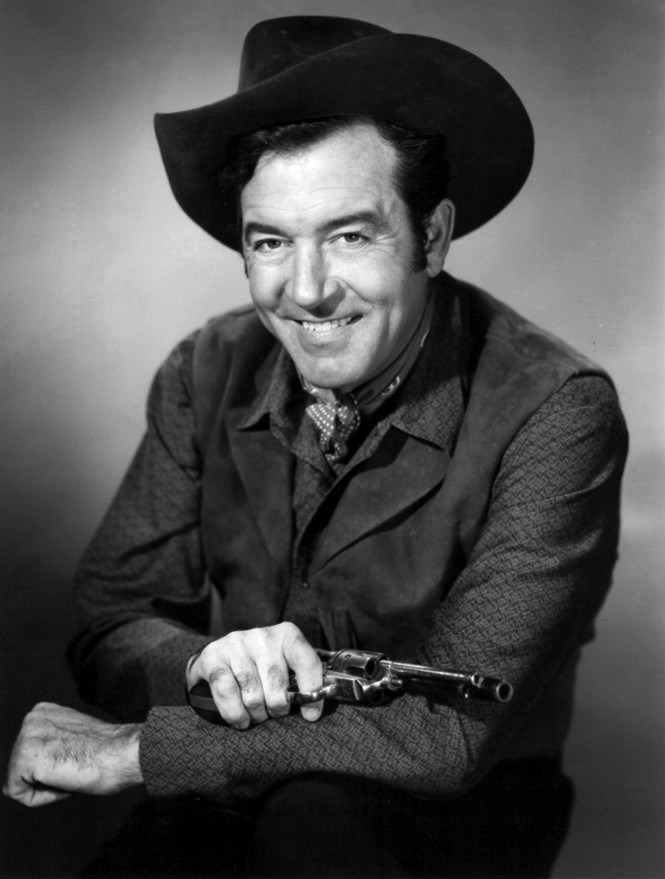
John Payne
6 december

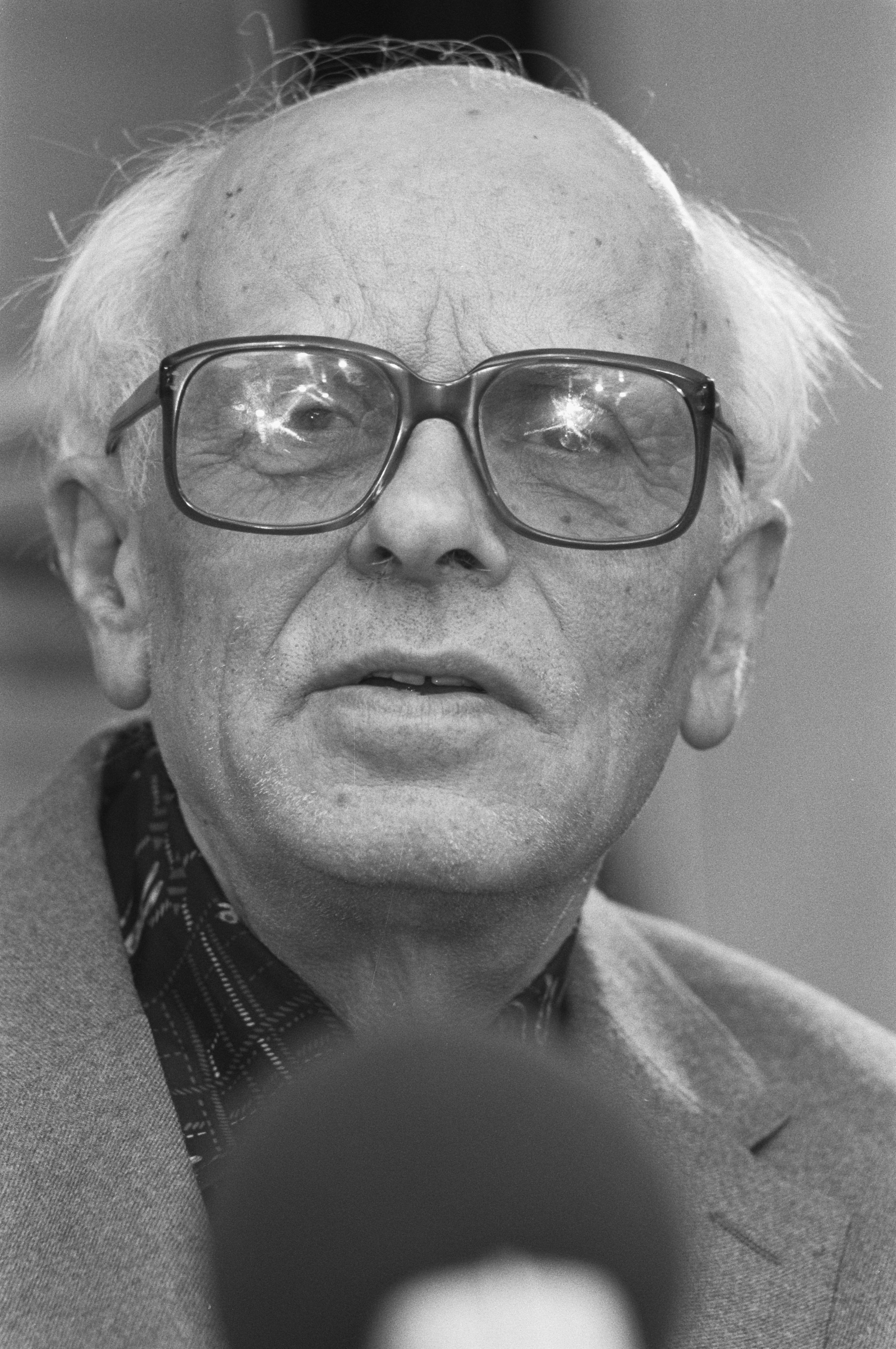
Andrej Sacharov
14 december

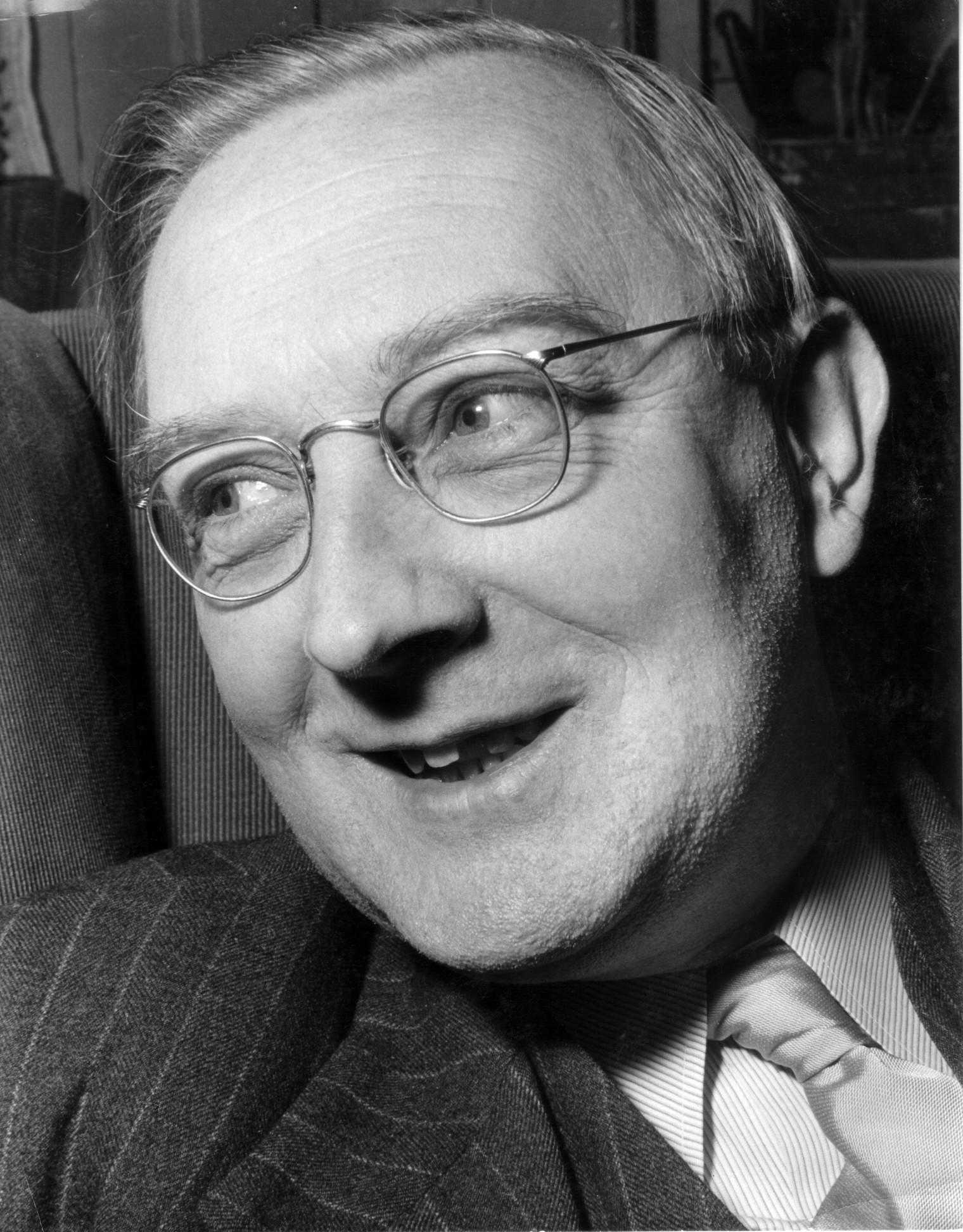
Martinus J. Langeveld
15 december

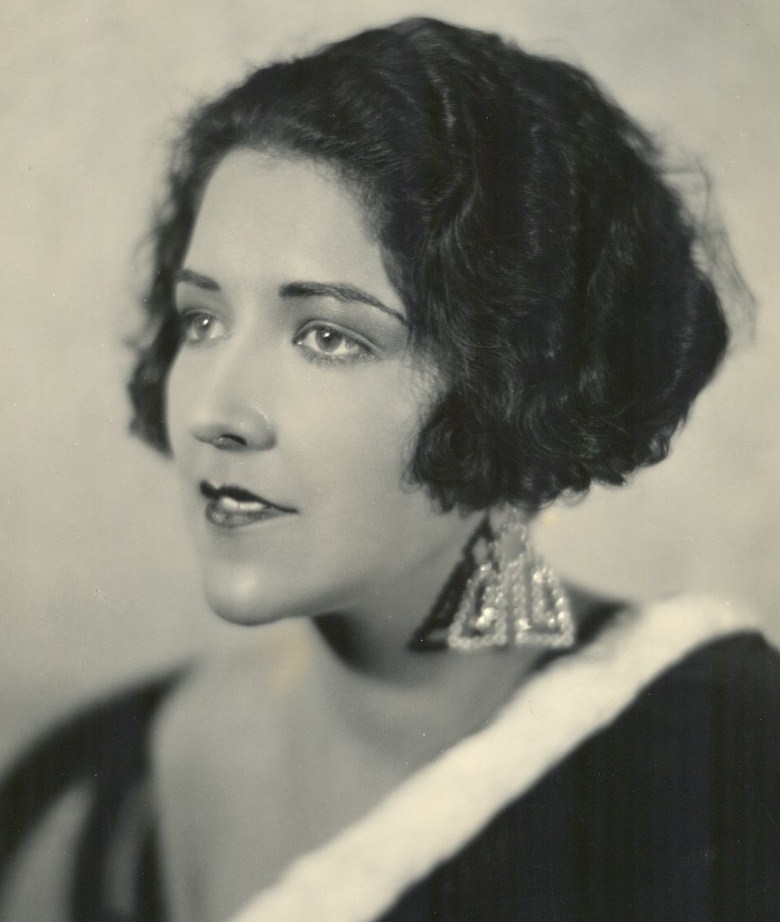
Aileen Pringle
16 december

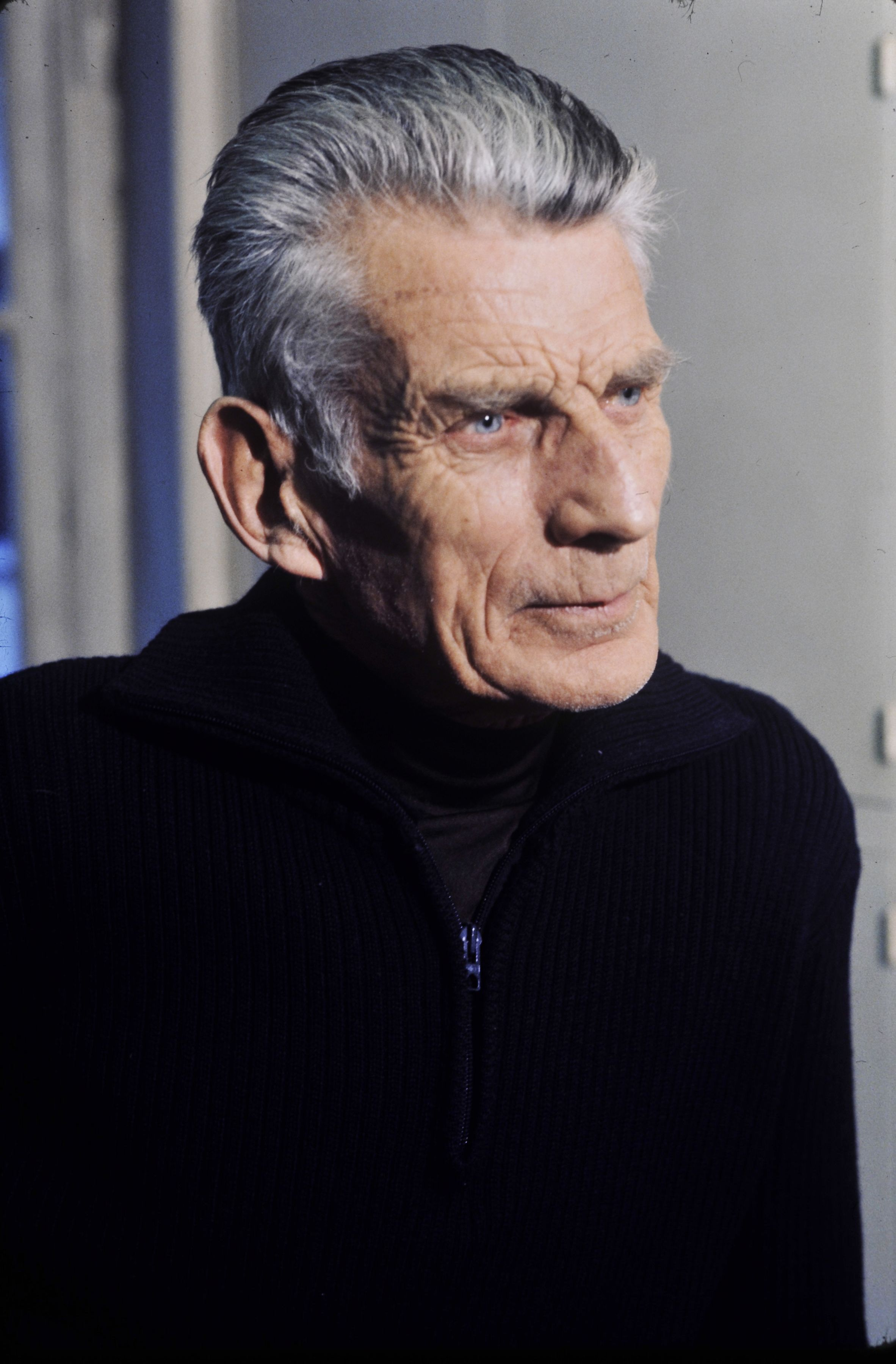
Samuel Beckett
22 december

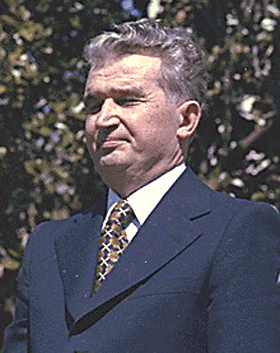
Nicolae Ceaușescu
25 december

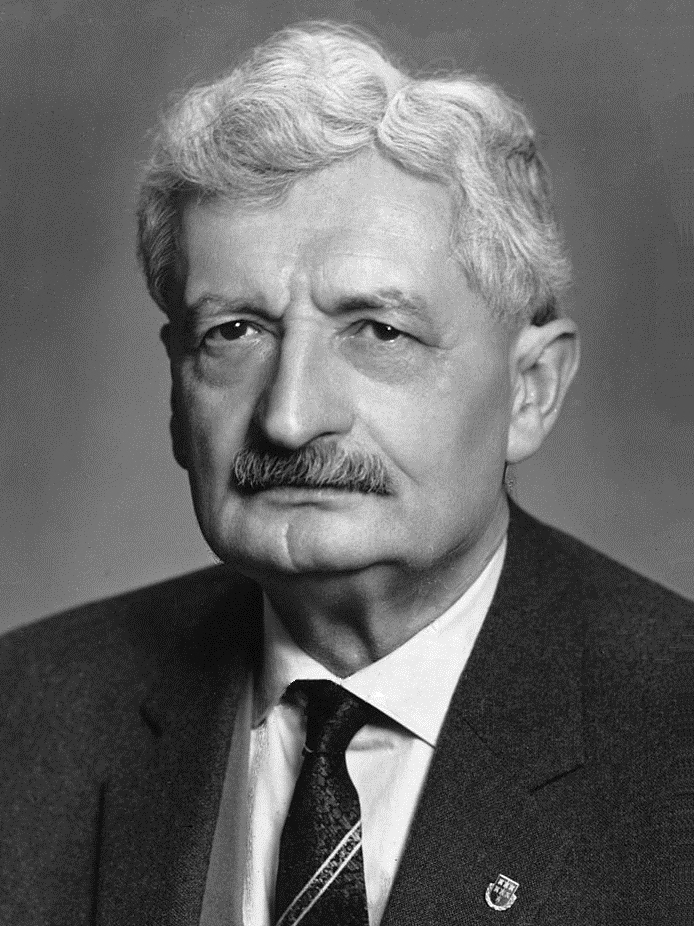
Hermann Oberth
28 december

| 1 | 2 | 3 | 4 | 5 | 6 | 7 | 8 | 9 | 10 | 11 | 12 | 13 | 14 | 15 | 16 | 17 | 18 | 19 | 20 | 21 | 22 | 23 | 24 | 25 | 26 | 27 | 28 | 29 | 30 | 31 |
| - | - | - | - | - | - | - | - | - | -- | -- | -- | -- | -- | -- | -- | -- | -- | -- | -- | -- | -- | -- | -- | -- | -- | -- | -- | -- | -- | -- |

### 1 december
- Billy Lyall (46), Brits zanger en toetsenist

### 2 december
- Hinderika Modderaar (108), oudste vrouw in Nederland
- Jacques Snoek (88), Nederlands stemacteur

### 3 december
- Wim Izaks (38), Nederlands kunstschilder

### 4 december
- Edoardo Amaldi (81), Italiaans natuurkundige

### 5 december
- Paul Delforge (70), Belgisch politicus
- Lucien Mellaerts (87), Belgisch politicus
- John Pritchard (68), Brits dirigent

### 6 december
- John Payne (77), Amerikaans acteur
- Joachim Röntgen (83), Nederlands componist

### 7 december
- Luis Calderón (78), Mexicaans politicus en schrijver
- Sirima (25), Frans zangeres

### 8 december
- Hans Hartung (85), Frans kunstschilder en graficus

### 9 december
- Félix Cuvellier (71), Belgisch politicus

### 10 december
- Johannes Siderius (67), Nederlands burgemeester

### 11 december
- Ymkje Hofstra-Booi (108), oudste vrouw in Nederland

### 12 december
- Paul Collaer (98), Belgisch pianist en dirigent
- Gerard Spruit (67), Nederlands moordenaar

### 14 december
- Andrej Sacharov (68), Russisch atoomgeleerde en dissident

### 15 december
- Martinus J. Langeveld (84), Nederlands pedagoog
- José Gonzalo Rodríguez Gacha (42), Colombiaans drugscrimineel
- Karel Sijmons (80), Nederlands architect

### 16 december
- Lee Van Cleef (64), Amerikaans acteur
- Oscar Galvez (76), Argentijns autocoureur
- Silvana Mangano (59), Italiaans actrice
- Aileen Pringle (94), Amerikaans actrice

### 17 december
- Herman de la Fontaine Verwey (85), Nederlands bibliograaf
- Luciano Salce (67), Italiaans acteur en filmregisseur

### 18 december
- Marinus Hendrik Gelinck (79), Nederlands jurist
- Jan Keizer (76), Nederlands zangpedagoog

### 19 december
- Lucien Spronck (50), Belgisch voetballer

### 20 december
- Hector Camerlynck (76), Belgisch acteur
- Jules Vyverman (89),  Belgisch organist en pedagoog

### 21 december
- Tieme Oosterwijk (65), Nederlands burgemeester
- Soedjatmoko (67), Indonesisch politicus

### 22 december
- Samuel Beckett (83), Iers schrijver en dichter
- Hubert Terheggen (56), Nederlands muziekproducent

### 23 december
- Richard Rado (83), Duits wiskundige

### 25 december
- Elena Ceaușescu (73), Roemeens presidentsvrouw
- Nicolae Ceaușescu (71), president van Roemenië
- Armand De Baer (72), Belgisch politicus
- Danny Huwé (46), Belgisch journalist
- Ton Regtien (51), Nederlands politiek activist
- Walter Ris (65), Amerikaans zwemmer

### 26 december
- Lennox Berkeley (86), Brits componist

### 27 december
- Gerard Maarse (60), Nederlands schaatser

### 28 december
- Hermann Oberth (95), Duits ruimtevaartdeskundige

### 29 december
- Wiert Berghuis (78), Nederlands politicus
- Hubert Levigne (84), Nederlands ontwerper en beeldend kunstenaar

### 30 december
- Etienne Leroux (67), Zuid-Afrikaans schrijver
- Yasuji Miyazaki (73), Japans zwemmer
- Grigori Vechin (88), Sovjet-Russisch militair leider

### 31 december
- Richard Burton (82), Brits golfer
- Gerhard Schröder (79), West-Duits politicus

## Datum onbekend
- Raymond Bru (83), Belgisch schermer (overleden in december)
- Édouard Candeveau (90), Zwitsers roeier (overleden in november)
- Tom Dissevelt (67), Nederlands componist en musicus (overleden in januari)
- Henri Disy (76), Belgisch waterpolospeler (overleden in september)
- Sam McClements (44), Noord-Iers motorcoureur (overleden in september)
- Jackie Wright (83), Iers acteur (overleden in januari)

1900 ·
1901 ·
1902 ·
1903 ·
1904 ·
1905 ·
1906 ·
1907 ·
1908 ·
1909 ·
1910 ·
1911 ·
1912 ·
1913 ·
1914 ·
1915 ·
1916 ·
1917 ·
1918 ·
1919 ·
1920 ·
1921 ·
1922 ·
1923 ·
1924 ·
1925 ·
1926 ·
1927 ·
1928 ·
1929 ·
1930 ·
1931 ·
1932 ·
1933 ·
1934 ·
1935 ·
1936 ·
1937 ·
1938 ·
1939 ·
1940 ·
1941 ·
1942 ·
1943 ·
1944 ·
1945 ·
1946 ·
1947 ·
1948 ·
1949 ·
1950 ·
1951 ·
1952 ·
1953 ·
1954 ·
1955 ·
1956 ·
1957 ·
1958 ·
1959 ·
1960 ·
1961 ·
1962 ·
1963 ·
1964 ·
1965 ·
1966 ·
1967 ·
1968 ·
1969 ·
1970 ·
1971 ·
1972 ·
1973 ·
1974 ·
1975 ·
1976 ·
1977 ·
1978 ·
1979 ·
1980 ·
1981 ·
1982 ·
1983 ·
1984 ·
1985 ·
1986 ·
1987 ·
1988 ·
1989 ·
1990 ·
1991 ·
1992 ·
1993 ·
1994 ·
1995 ·
1996 ·
1997 ·
1998 ·
1999 ·
2000 ·
2001 ·
2002 ·
2003 ·
2004 ·
2005 ·
2006 ·
2007 ·
2008 ·
2009 ·
2010 ·
2011 ·
2012 ·
2013 ·
2014 ·
2015 ·
2016 ·
2017 ·
2018 ·
2019 ·
2020 ·
2021 ·
2022 ·
2023 ·
2024 ·
2025